# Нематеріальна культурна спадщина областей України
Нематеріальна культурна спадщина областей України  — це обласні переліки елементів нематеріальної культурної спадщини, що створено з метою збереження і фіксації правічних традицій, що є одним із чинників формування національної ідентичності та живої культури областей та регіонів України.
Згідно до Закону України «Про приєднання України до Конвенції про охорону нематеріальної культурний спадщини» від 06 березня 2008 року № 132-VI, обласні адміністрації України створюють Обласний перелік елементів нематеріальної культурної спадщини з метою активізації роботи щодо охорони спадщини, з можливістю подальшого внесення до відповідних списків Національного реєстру Нематеріальної культурної спадщина України.
Списки створені за даними офіційних сайтів адміністрацій областей України, обласних Департаментів культури та туризму, Обласних центрів культури та туризму.

## Кількість об'єктів в областях України
Кількість об'єктів нематеріальної культурної спадщини обласного та державного рівня представлено на серпень 2025 року[джерело?]
| Область           | Кількість елементів в регіональному списку | Кількість елементів у списку НКС України |
| ----------------- | ------------------------------------------ | ---------------------------------------- |
| АР Крим           | 6                                          |                                          |
| Вінницька         | 74                                         | 9                                        |
| Волинська         | 36                                         |                                          |
| Дніпропетровська  |                                            |                                          |
| Донецька          | 21                                         |                                          |
| Житомирська       | 45                                         |                                          |
| Закарпатська      | 24                                         |                                          |
| Запорізька        | 9                                          |                                          |
| Івано-Франківська | 18                                         |                                          |
| Київська          | 9                                          |                                          |
| Кіровоградська    | 38                                         |                                          |
| Луганська         | 25                                         |                                          |
| Львівська         |                                            |                                          |
| Миколаївська      | 13                                         |                                          |
| Одеська           | 19                                         |                                          |
| Полтавська        | 15                                         |                                          |
| Рівненська        | 21                                         |                                          |
| Сумська           | 17                                         |                                          |
| Тернопільська     | 8                                          |                                          |
| Харківська        | 15                                         |                                          |
| Херсонська        | 9                                          |                                          |
| Хмельницька       | 12                                         |                                          |
| Черкаська         | 9                                          |                                          |
| Чернівецька       | 17                                         |                                          |
| Чернігівська      | 22                                         |                                          |

## Структура таблиць
|  | Жовтим кольором в таблицях позначено об'єкти, які були додані до Національного переліку елементів нематеріальної культурної спадщини України |

Дата і номер рішення про включення елемента нематеріальної культурної спадщини до переліку в таблиці може бути відсутня, через відсутність авторитетного джерела щодо цієї важливої інформації

## Автономна Республіка Крим
Список елементів АР Крим Національного переліку елементів нематеріальної культурної спадщини України
| № | Назва елемента нематеріальної культурної спадщини                                                     | Галузь нематеріальної культурної спадщини                                                             | Ареал сучасного побутування | Дата і номер рішення про включення елемента нематеріальної культурної спадщини до переліку (якщо знайдено документ) |
| - | --- | --- | --------------------------- | --- |
| 1 | Орьнек — кримськотатарський орнамент та знання про нього                                              | звичаї, обряди, святкування; знання та практики,що стосуються природи та всесвіту; традиційні ремесла | Автономна Республіка Крим   | у списку НКС України 2018 року, 09.н.к.с                                                                            |
| 2 | Культура приготування українського борщу                                                              | звичаї, обряди, святкування; знання та практики,що стосуються природи та всесвіту; традиційні ремесла | Автономна Республіка Крим   | 022 н.к.с, Наказ від 13.10.2020 № 2182                                                                              |
| 3 | Українська писанка: традиція і мистецтво                                                              | звичаї, обряди, святкування; традиційні ремесла                                                       | Автономна Республіка Крим   | у списку НКС України 2022 року, 046.н.к.с                                                                           |
| 4 | Практика та культурний контекст приготування «чіберек» та «янтик» — традиційних страв кримських татар | звичаї, обряди, святкування; традиційні ремесла                                                       | Автономна Республіка Крим   | у списку НКС України 2022 року, 049.н.к.с                                                                           |
| 5 | Кавова традиція кримських татар                                                                       | звичаї, обряди, святкування; традиційні ремесла; традиційна кухня; культурні простори                 | Автономна Республіка Крим   | у списку НКС України 2024 року, 091.н.к.с                                                                           |
| 6 | Агир ава ве Кайтарма — традиційний танець кримських татар                                             | виконавське мистецтво; традиційні ремесла; традиційна кухня; культурні простори                       | Автономна Республіка Крим   | у списку НКС України 2024 року, 092.н.к.с                                                                           |

## Вінницька область
Список елементів Нематеріальної культурної спадщини, що внесені до обласного Переліку регіонального списку Вінницької області .
| №  | Назва елемента нематеріальної культурної спадщини                                 | Галузь нематеріальної культурної спадщини                                                                                             | Ареал сучасного побутування                                                     | Дата і номер рішення про включення елемента нематеріальної культурної спадщини до переліку (якщо знайдено документ) |
| -- | --------------------------------------------------------------------------------- | --- | ------------------------------------------------------------------------------- | --- |
| 1  | Традиція орнаментального розпису бубнівської кераміки                             | традиційні ремесла; Інше –традиції оздоблення                                                                                         | с. Бубнівка Гайсинський район Вінницька область                                 | Наказ № 40 від 28.02.2019                                                                                           |
| 2  | Тиманівська каша — засипана капуста                                               | традиційні ремесла | с. Тиманівка, Тульчинський район Вінницької області                             | Наказ № 40 від 28.02.2019                                                                                           |
| 3  | Традиційна жіноча вишита сорочка «з квіткою» (Клембівська сорочка)                | традиційні ремесла | с. Клембівка Ямпільського району Вінницької області                             | Наказ № 40 від 28.02.2019                                                                                           |
| 4  | Традиція випікання весільного короваю в с. Бондурівка                             | знання та практики, що стосуються природи і Всесвіту; традиційні ремесла                                                              | с. Бондурівка Чечельницького району Вінницької області                          | Наказ № 140 від 08.07.2019                                                                                          |
| 5  | Нагрудник — елемент традиційного жіночого строю                                   | традиційні ремесла; Інше — елементи одягу та інтер'єру                                                                                | Бершадський та Чечельницький райони Вінницької області                          | Наказ № 140 від 08.07.2019                                                                                          |
| 6  | Ткацькі практики сіл Буша та Дорошівка                                            | традиційні ремесла; Інше — елементи одягу та інтер'єру                                                                                | с. Буша та Дорошівка Ямпільського району Вінницької області                     | Наказ № 36 від 06.03.2020 року                                                                                      |
| 7  | Технологія виготовлення «воскових» вінків                                         | звичаї, обряди, святкування; традиційні ремесла                                                                                       | Вінниччина                                                                      | Наказ № 36 від 06.03.2020 року                                                                                      |
| 8  | Пісенна традиція села Стіна                                                       | виконавське мистецтво; звичаї, обряди,святкування;                                                                                    | с. Стіна Томашпільського району Вінницької області                              | Наказ № 49 від 14.04.2020 року                                                                                      |
| 9  | Великоднє гуляння «Водити Володара» в селі Розкошівка                             | Усні традиції та форми вираження; звичаї, обряди, святкування; знання та практики, що стосуються природи і Всесвіту                   | с. Розкошівка Теплицького району Вінницької області                             | Наказ № 49 від 14.04.2020 року                                                                                      |
| 10 | Маланка села Попова Гребля                                                        | традиційні ремесла | с. Попова Гребля Чечельницького району Вінницької області                       | Наказ № 49 від 14.04.2020 року                                                                                      |
| 11 | Картопля по-уланівськи                                                            | традиційні ремесла | с. Уланів                                                                       | Наказ № 155 від 05.11.2020 року                                                                                     |
| 12 | Традиційний обрядовий хліб Вінниччини                                             | традиційні ремесла | Вінницька область                                                               | Наказ № 155 від 05.11.2020 року                                                                                     |
| 13 | Традиція музикування на березовій корі у селі Гончарівка                          | виконавське мистецтво; звичаї, обряди, святкування                                                                                    | с. Гончарівка                                                                   | Наказ № 155 від 05.11.2020 року                                                                                     |
| 14 | Створення та побутування витинанки на Вінниччині                                  | традиційні ремесла; Інше — елементи одягу та інтер'єру                                                                                | м. Могилів-Подільський                                                          | Наказ № 357 від 04.06.2021 року                                                                                     |
| 15 | Великодні веснянки села Новоселівка                                               | Усні традиції та форми вираження; звичаї, обряди, святкування; знання та практики, що стосуються природи і Всесвіту                   | с. Новоселівка Тульчинський район                                               | Наказ № 357 від 04.06.2021 року                                                                                     |
| 16 | Традиції випікання Байківських весільних короваїв                                 | традиційні ремесла | с. Байківка Хмільницького району                                                | Наказ № 357 від 04.06.2021 року                                                                                     |
| 17 | Терта квасоля з підпалками                                                        | традиційні ремесла | с. Бабчинці Могилів-Подільський район                                           | Наказ № 912 від 24.11.2021 року                                                                                     |
| 18 | Технологія сушіння фруктів у селі Кармалюкове                                     | традиційні ремесла | с. Кармалюкове                                                                  | Наказ № 912 від 24.11.2021 року                                                                                     |
| 19 | Приготування традиційної страви бадзьоня в селі Степанівка                        | традиційні ремесла | с. Степанівка Гайсинський район                                                 | Наказ № 912 від 24.11.2021 року                                                                                     |
| 20 | Традиція рогозоплетіння с. Щітки                                                  | традиційні ремесла | с. Щітки                                                                        | Наказ № 912 від 24.11.2021 року                                                                                     |
| 21 | Обрядова страва «Засипана капуста з кабаком»                                      | традиційні ремесла | села Березівка, Лужок Могилів-Подільський район                                 | Наказ № 912 від 24.11.2021 року                                                                                     |
| 22 | Обряд весілля другого дня «Водіння курки»                                         | Усні традиції та форми вираження; звичаї, обряди, святкування; знання та практики, що стосуються природи і Всесвіту                   | с. Глибочок, Тростянецька селищна територіальна громада, Гайсинський район.     | Наказ № 275 від 15.06.2022 року                                                                                     |
| 23 | Традиція приготування «Чміль» — каші в селі Джулинка                              | традиційні ремесла | с.Джулинка, Гайсинський р-н                                                     | Наказ № 275 від 15.06.2022 року                                                                                     |
| 24 | Андріївські вечорниці                                                             | виконавське мистецтво; звичаї, обряди, святкування. звичаї, обряди, святкування; знання та практики, що стосуються природи і Всесвіту | с. Томашпіль Хмільницької міської територіальної громади                        | Наказ № 275 від 15.06.2022 року                                                                                     |
| 25 | Техніка вишивки «Крутяна сорочка»                                                 | традиційні ремесла | Якушинецька територіальна громада, Вінницький район                             | Наказ № 275 від 15.06.2022 року                                                                                     |
| 26 | Обряд «Весняного Квітчатого Миколи» с. Бохоники                                   | Усні традиції та форми вираження; звичаї, обряди, святкування; знання та практики, що стосуються природи і Всесвіту                   | с. Бохоники, Агрономічної територіальної громади                                | Наказ № 275 від 15.06.2022 року                                                                                     |
| 27 | Культура приготування страви «Картопляна риба»                                    | традиційні ремесла | с. Бабчинці Могилів-Подільський район                                           | Наказ № 275 від 15.06.2022 року                                                                                     |
| 28 | Писанки Східного Поділля                                                          | традиційні ремесла | Вінницька область                                                               | Наказ № 275 від 15.06.2022 року                                                                                     |
| 29 | Пшоняна каша «Зозуля» с. Дашівці. Традиція приготування                           | традиційні ремесла | Якушинецька територіальна громада                                               | Наказ № 467 від 16.12.2022 року                                                                                     |
| 30 | «Дідух». Технологія виплітання                                                    | звичаї, обряди, святкування;знання та практики, що стосуються природи і Всесвіту                                                      | с. Мирне Хмільницького району                                                   | Наказ № 467 від 16.12.2022 року                                                                                     |
| 31 | Стіл дитині «хрестини» у селі Біляни"                                             | звичаї, обряди, святкування | Чернівецька селищна рада, Могилів-Подільського району                           | Наказ № 467 від 16.12.2022 року                                                                                     |
| 32 | «Купання маю в с. Бабчинці, с. Букатинка»                                         | звичаї, обряди, святкування | Бабчинецька територіальна громада, Могилів-Подільський район                    | Наказ № 467 від 16.12.2022 року                                                                                     |
| 33 | Традиція орнаментального розпису Барської кераміки                                | традиційні ремесла | Бар                                                                             | Наказ № 73 від 17.04. 2023 року                                                                                     |
| 34 | Традиція приготування «Шарпанина з картоплею»                                     | традиційні ремесла | м. Могилів-Подільський                                                          | Наказ № 73 від 17.04. 2023 року                                                                                     |
| 35 | Традиція приготування яланецьких паляниць                                         | традиційні ремесла | с. Яланець Томашпільська територіальна громада Тульчинського району             | Наказ № 73 від 17.04. 2023 року                                                                                     |
| 36 | Традиції сироваріння родини Кулинич                                               | традиційні ремесла | с. Поташня Бершадська територіальна громада Гайсинського району                 | Наказ № 73 від 17.04. 2023 року                                                                                     |
| 37 | Традиція використання «звизди» і «ріжка» під час різдвяних свят                   | знання та практики, що стосуються природи і Всесвіту; звичаї, обряди, святкування                                                     | с. Біляни Чернівецька територіальна громада Могилів-Подільського району         | Наказ № 73 від 17.04. 2023 року                                                                                     |
| 38 | Традиція приготування страви «Дід»                                                | традиційні ремесла | с. Мазурівка Чернівецька територіальна громада Могилів-Подільського району      | Наказ № 73 від 17.04. 2023 року                                                                                     |
| 39 | Весільний обряд. Бабчинецький перепій. Перев'язування червоною ниткою             | виконавське мистецтво; звичаї, обряди, святкування; звичаї, обряди, святкування; знання та практики, що стосуються природи і Всесвіту | Бабчинецька територіальна громада, Могилів-Подільський район                    | Наказ № 73 від 17.04. 2023 року                                                                                     |
| 40 | Культура приготування обрядової страви «ламанці з маком»                          | традиційні ремесла | смт. Брацлав Тульчинського району                                               | Наказ № 73 від 17.04. 2023 року                                                                                     |
| 41 | Традиція виготовлення лікувальної бджолиної продукції у селі Рів                  | традиційні ремесла; знання та практики, що стосуються природи і Всесвіту                                                              | с. Рів Жмеринська міська територіальна громада                                  | Наказ / 261 від 16.11. 2023 року                                                                                    |
| 42 | Традиція приготування домашньої копченої ковбаси на дровах                        | традиційні ремесла | с.Війтівка Бершадська міська територіальна громада Гайсинського району          | Наказ / 261 від 16.11. 2023 року                                                                                    |
| 43 | Оберегова традиція на Зелені свята у селі Корделівка                              | звичаї, обряди, святкування; знання та практики, що стосуються природи і Всесвіту                                                     | с. Корделівка Калинівська міська територіальна громада Хмельницького району     | Наказ / 261 від 16.11. 2023 року                                                                                    |
| 44 | Китайгородська ковбаса, печена на очереті                                         | традиційні ремесла | с. Китайгород Дашівська територіальна громада Гайсинського району               | Наказ / 261 від 16.11. 2023 року                                                                                    |
| 45 | Традиція виконавського мистецтва родини Захарових                                 | виконавське мистецтво; звичаї, обряди, святкування                                                                                    | с. Кунка Кунківська територіальна громада Гайсинського району                   | Наказ / 261 від 16.11. 2023 року                                                                                    |
| 46 | Традиція приготування тушкованого буряка «Бігос»                                  | традиційні ремесла | с. Скибинці Тростянецька селищна громада Гайсинського району                    | Наказ / 261 від 16.11. 2023 року                                                                                    |
| 47 | Побутові танці Муровано-Куриловеччини                                             | виконавське мистецтво; звичаї, обряди, святкування                                                                                    | Муровано-куриловецька селищна територіальна громада Могилів-Подільського району | Наказ / 261 від 16.11. 2023 року                                                                                    |
| 48 | Традиція приготування вареників з вишнями та шкварками                            | традиційні ремесла | с. Криківці Немирівська міська територіальна громада Вінницького району         | Наказ / 261 від 16.11. 2023 року                                                                                    |
| 49 | Традиції соломоплетіння                                                           | традиційні ремесла | Крижопільська селищна територіальна громада Тульчинського району                | Наказ / 261 від 16.11. 2023 року                                                                                    |
| 50 | Традиційне ткацтво села Жван                                                      | традиційні ремесла | с. Жван Мурованокуриловецька територіальна громада Могилів-Подільського району  | Наказ / 261 від 16.11. 2023 року                                                                                    |
| 51 | Традиційна страва «Годзя»                                                         | традиційні ремесла | с. Підвисоке Оратівська селищна територіальна громада Вінницького району        | Наказ / 261 від 16.11. 2023 року                                                                                    |
| 52 | Оберегова традиція «Лялька-травниця»                                              | традиційні ремесла; звичаї, обряди, святкування; знання та практики, що стосуються природи і Всесвіту                                 | Райгородська селищна територіальна громада Гайсинського району                  | Наказ / 261 від 16.11. 2023 року                                                                                    |
| 53 | Традиція виконання духової музики                                                 | виконавське мистецтво; звичаї, обряди, святкування                                                                                    | с. Борівка Чернівецької територіальної громади Молилів-Подільського району      | Наказ № 86 від 23.04.2024 року                                                                                      |
| 54 | Традиція приготування та споживання пшоняних голубців у буряковому листі          | традиційні ремесла | с. Бережанка Ободівської територіальної громади Гайсинського району             | Наказ № 86 від 23.04.2024 року                                                                                      |
| 55 | Традиція приготування та споживання «Мамалига зі смаженицею»                      | традиційні ремесла | Студенянська територіальна громада Тульчинського району                         | Наказ № 86 від 23.04.2024 року                                                                                      |
| 56 | М'якохідські мальовані килими                                                     | традиційні ремесла | Джулинська територіальна громада Гайсинського району                            | Наказ № 86 від 23.04.2024 року                                                                                      |
| 57 | Обрядове дійство «Носіння кужеля» у селі Білашки                                  | звичаї, обряди, святкування; знання та практики, що стосуються природи і Всесвіту                                                     | с. Білашки Погребищенської територіальної громади Вінницького району            | Наказ № 86 від 23.04.2024 року                                                                                      |
| 58 | Традиція приготування весняно — літньої страви «Трусянка»                         | традиційні ремесла | с. Василівка Ладижинської територіальної громади Гайсинського району            | Наказ № 86 від 23.04.2024 року                                                                                      |
| 59 | Особливості та технологія виготовлення виробів з сіна                             | традиційні ремесла | Барська територіальна громада Жмеринського район                                | Наказ № 315 від 22.11.2024 року                                                                                     |
| 60 | Традиція приготування та споживання каші «Кабачанка»                              | традиційні ремесла | Крижопільська територіальна громада Тульчинського району                        | Наказ № 315 від 22.11.2024 року                                                                                     |
| 61 | Традиція в'язання побутових віників із «сорго»                                    | традиційні ремесла | с. Кидрасівка Бершадської територіальної громади Гайсинського району            | Наказ № 315 від 22.11.2024 року                                                                                     |
| 62 | Практика та культурний контекст приготування традиційної страви «Колотуха»        | традиційні ремесла | Глуховецька територіальна громада Хмільницького району                          | Наказ № 315 від 22.11.2024 року                                                                                     |
| 63 | Традиційна страва «Молозиво»                                                      | традиційні ремесла | с. Мізяківські Хутори Стрижавської територіальної громади Вінницького району    | Наказ № 315 від 22.11.2024 року                                                                                     |
| 64 | Подільський декоративний розпис на Вінниччині                                     | традиційні ремесла | КО Вінницький обласний центр народної творчості                                 | Наказ № 315 від 22.11.2024 року                                                                                     |
| 65 | Традиція проведения жниварського обряду                                           | звичаї, обряди, святкування; знання та практики, що стосуються природи і Всесвіту                                                     | Самгородоцька територіальна громада Хмільницького району                        | Наказ № 315 від 22.11.2024 року                                                                                     |
| 66 | Традиції пісенної спадщини Явдохи Зуїхи у Гайсинській громадш                     | виконавське мистецтво; звичаї, обряди, святкування                                                                                    | Гайсинська територіальна громада Гайсинського району                            | Наказ № 315 від 22.11.2024 року                                                                                     |
| 67 | Технологія приготування страви «Паланська печеня»                                 | традиційні ремесла | с. Красненьке Вінницький район                                                  | Наказ № 156 від 2 травня 2025 року                                                                                  |
| 68 | Приготування традиційної страви «Начинка по-демидівськи»                          | традиційні ремесла | Тростянецька територіальна громада Гайсинського району                          | Наказ № 156 від 2 травня 2025 року                                                                                  |
| 69 | Традиція ткацтва саржевих поясів Ямпільщини                                       | традиційні ремесла | Ямпільська територіальна громада Могилів-Подільського району                    | Наказ № 156 від 2 травня 2025 року                                                                                  |
| 70 | Традиція приготування печеної риби на соломі села Наддністрянське                 | традиційні ремесла | Мурованокуриловецька територіальна громада Могилів-Подільського району          | Наказ № 156 від 2 травня 2025 року                                                                                  |
| 71 | «Масляна» села Івашківці                                                          | звичаї, обряди, святкування; знання та практики, що стосуються природи і Всесвіту                                                     | Шаргородська територіальна громада Жмеринського району                          | Наказ № 156 від 2 травня 2025 року                                                                                  |
| 72 | Мистецтво орнаментального розпису та виготовлення крищинецької миски              | традиційні ремесла | Тульчинська територіальна громада                                               | Наказ № 156 від 2 травня 2025 року                                                                                  |
| 73 | Традиція приготування рибної юшки                                                 | традиційні ремесла | с. Баланівка Бершадська територіальна громада Гайсинського району               | Наказ № 156 від 2 травня 2025 року                                                                                  |
| 74 | Традиція приготування запеченої картоплі з грибами в горщику села Наддністрянське | традиційні ремесла | Мурованокуриловецька територіальна громада Могилів-Подільського району.         | Наказ № 156 від 2 травня 2025 року                                                                                  |

Список елементів Національного переліку елементів нематеріальної культурної спадщини України Вінницької області
| № | Назва елемента нематеріальної культурної спадщини                  | Галузь нематеріальної культурної спадщини                                                                               | Ареал сучасного побутування                                                    | Дата і номер рішення про включення елемента нематеріальної культурної спадщини до переліку (якщо знайдено документ) |
| - | ------------------------------------------------------------------ | --- | ------------------------------------------------------------------------------ | --- |
| 1 | Традиція орнаментального розпису бубнівської кераміки              | традиційні ремесла; Інше –традиції оздоблення                                                                           | с. Бубнівка Гайсинський район Вінницька область                                | 010.н.к.с.,Наказ від 30.05.2018 № 465                                                                               |
| 2 | Технологія виготовлення «воскових» вінків на Вінниччині            | Звичаї, обряди, святкування; Традиційні ремесла;                                                                        | Місто Вінниця, місто Тульчин Тульчинського району, с.Чагів Оратівського району | 021н.к.с., Наказ від 05.08.2020 № 2008                                                                              |
| 3 | Культура приготування українського борщу                           | знання та практики, що стосуються природи і Всесвіту;                                                                   | Запорізька область                                                             | 022 н.к.с, Наказ від 13.10.2020 № 2182                                                                              |
| 4 | Традиційна жіноча вишита сорочка «з квіткою» (Клембівська сорочка) | традиційні ремесла | с. Клембівка Ямпільського району Вінницької області                            | 025.н.к.с, Наказ від 13.10.2020 № 2182                                                                              |
| 5 | Великоднє гуляння «Водити Володара» в селі Розкошівка              | Усні традиції та форми вираження; звичаї, обряди, святкування; знання та практики, що стосуються природи і Всесвіту     | с. Розкошівка Теплицького району Вінницької області                            | 026.н.к.с, Наказ від 13.10.2020 № 2182                                                                              |
| 6 | Традиційний обрядовий хліб Вінниччини                              | традиційні ремесла | Вінницька область                                                              | 052.н.к.с Наказ від 23.12.2022 № 525                                                                                |
| 7 | Традиція рогозоплетіння с. Щітки                                   | традиційні ремесла | с. Щітки                                                                       | 064.н.к.с, Наказ від 04.05.2023 № 234                                                                               |
| 8 | Приготування української традиційної страви «Голубці»              | Звичаї, обряди, святкування; Знання та практики, що стосуються природи і Всесвіту; Традиційні ремесла; Традиційна кухня | с. Бережанка Ободівської територіальної громади Гайсинського району            | 066 н.к.с. Наказ від 04.05.2023 № 234 Наказ від 20.12.2023 № 719                                                    |
| 9 | Пшоняна каша «Зозуля» с. Дашівці. Традиція приготування            | традиційні ремесла | Якушинецька територіальна громада                                              | 089н.к.с., Наказ від 23.02.2024 № 135                                                                               |

## Волинська область
Список елементів нематеріальної культурної спадщини регіонального рівня Волинської області отримані з сайту"Волинська обласна державна адміністрація" 
| №  | Назва елемента нематеріальної культурної спадщини | Галузь нематеріальної культурної спадщини                                                                                       | Ареал сучасного побутування | Дата і номер рішення про включення елемента нематеріальної культурної спадщини до переліку (якщо знайдено документ) |
| -- | --- | --- | --- | --- |
| 1  | Побутовий звичай збирання ягід на Волині | усні традиції та форми вираження; виконавське мистецтво                                                                         | Камінь-Каширська територіальна громада, села Видричі, Видерта, Нуйно, Оленине | |
| 2  | Вишивка занизування | традиційні ремесла | смт. Рокині; майстри Волинського обласного осередку Національної спілки майстрів народного мистецтва України | Лист № 183/01-03 від 25.09.2015                                                                                     |
| 3  | Чорнодимлена кераміка | традиційні ремесла | с. Гаразджа, с. Великий Омеляник Луцький район смт. Локачі Дубечненська сільська громада | Лист № 183/01-03 від 25.09.2015                                                                                     |
| 4  | Біління полотна | знання та практики, що стосуються природи та всесвіту                                                                           | Камінь-Каширський р-н, села Видерта, Ворокомле, Оленине, Гута-Боровенська | |
| 5  | Художнє ткацтво Волинського Полісся | традиційні ремесла | села Кортеліси, Велимче, Прохід, Замшани Ратнівського, Великий Курінь, Проходи Любешівського, Прилісне, Велика Яблунька Маневицького, Крижівка Рожищенського, Поліське, Брунетівка Старовижівського району; Камінь-Каширська ромада | у списку НКС України з 2024 року                                                                                    |
| 6  | Традиція соломоплетіння | традиційні ремесла | Села Турійської громади, м. Ковель та м. Володимироку | у списку НКС України з 2022 року                                                                                    |
| 7  | Традиція приготування мандричок | звичаї, обряди, святкування | Села Камінь — Каширської територіальної громади, Камінь — Каширського району | |
| 8  | «Одспівування сиру» | звичаї, обряди, святкування | села Ратнівської територіальної громади, смт Ратне | |
| 9  | «Смідинська капуста» | звичаї, обряди, святкування; традиційні ремесла                                                                                 | с.Смідин Ковельського району | |
| 10 | «Бджільництво. Глядіння пчіл у Баєві» | знання та практики, що стосуються природи і Всесвіту.                                                                           | с. Баїв Боратинської територіальної громади | |
| 11 | Приготування української традиційної страви «Голубці». Культура приготування і споживання голубців | звичаї, обряди, святкування; традиційні ремесла                                                                                 | Волинська область | у списку НКС України з 2023 року                                                                                    |
| 12 | Весільний обряд «Читання корони» | звичаї, обряди, святкування; традиційні ремесла                                                                                 | Павлівська громада; Оваднівська громада; Зимнівська громада; Устилузька громада; Володимирська громада | у списку НКС України з 2024 року                                                                                    |
| 13 | Традиція плетіння кошиків з коріння сосни | традиційні ремесла | Шацька громада | |
| 14 | «Партесний спів — забута українська традиція» | виконавське мистецтво; звичаї, обряди, святкування;                                                                             | Аматорське хорове об'єднання «Кредо» | |
| 15 | Фарбування ниток з льону природними барвниками | традиційні ремесла | Рівненська громада | |
| 16 | Традиція «Приготування хліба з чорнушкою» | традиційні ремесла | Шацька громада | |
| 17 | Виготовлення полотна з льону в селі Острів'я | традиційні ремесла | Шацька громада | |
| 18 | «Фестиваль світязького Пончика» | традиційні ремесла | Шацька громада | |
| 19 | - Традиція написання волинської писанки - Столинські писанки | звичаї, обряди, святкування; традиційні ремесла                                                                                 | Затурцівська громада; с. Столинські Смоляри Рівненська громада | у списку НКС України з 2022 року                                                                                    |
| 20 | Традиційна страва «Омочка» | традиційні ремесла | Старовижівська громада | |
| 21 | Гречаний кисіль в Шацькій громаді | традиційні ремесла | Шацька громада | |
| 22 | Традиція одягання вінків коровам на Зелені Свята | звичаї, обряди, святкування; | Копачівська громада | |
| 23 | Пісні пироги-крупники | традиційні ремесла | Рівненська громада (с Гуща) | |
| 24 | Волинська дерев'яна іграшка | традиційні ремесла | с. Княгининок Луцька міська територіальна громада | |
| 25 | Культура приготування українського борщу: - Родинний борщ з вишнями (Затурцівська громада) - Традиція приготування чорного борщу (Шацька громада) - Поминальний червоний борщ (Рівненська громада) - Приготування червоного борщу з квашеними помідорами (Копачівська громада) - Приготування червоного борщу з домашньою томатною пастою (Копачівська громада) | звичаї, обряди, святкування; знання та практики,що стосуються природи та всесвіту; традиційні ремесла                           | Рівненська громада, Затурцівська громада, Копачівська громада, Шацька громада | у списку НКС України з 2020 року                                                                                    |
| 26 | Приготування традиційної різдвяної страви «Кутя» | звичаї, обряди, святкування; знання та практики,що стосуються природи та всесвіту; традиційні ремесла                           | Рівненська громада | |
| 27 | Пісні гарбузові пироги з квасолею та маком | традиційні ремесла | Доросинівська громада | |
| 28 | Традиція приготування сушених карасів | традиційні ремесла | Шацька громада | |
| 29 | Приготування традиційної страви «Мацик» | звичаї, обряди, святкування; традиційні ремесла                                                                                 | Любешівська громада | |
| 30 | Пиріжки з бобом (бобівники) | традиційні ремесла | Ратнівська громада | |
| 31 | Традиція виготовлення та гри на дудці-колянці | традиційні ремесла | Луцька громада | |
| 32 | Традиція сушіння риби на соломі | традиційні ремесла | Прилісненська громада. с. Старі Червища та с. Седлище | |
| 33 | Традиція засолювання сала | традиційні ремесла | с Полапи Рівненській громаді (сім'я Лесі Херло) | |
| 34 | Традиційна страва «Затирка» | традиційна кухня | Рівненська громада | |
| 35 | Кобзарство | виконавське мистецтво; знання та практики, що стосуються природи та Всесвіту; звичаї, обряди та святкування; традиційні ремесла | Волинська область | у списку НКС України 2022 року, 057.н.к.с                                                                           |
| 36 | Традиція і технологія вишивки жіночої сорочки | традиційні ремесла | селище Рокині Луцького району | у списку НКС України з 2023 року                                                                                    |

## Донецька область
Список елементів нематеріальної культурної спадщини регіонального рівня Донецької області отримані з сайту комунальної установи культури «Донецький обласний навчально-методичний центр культури»
| №  | Назва елемента нематеріальної культурної спадщини                                                | Галузь нематеріальної культурної спадщини                                                             | Ареал сучасного побутування                                                                                   | Дата і номер рішення про включення елемента нематеріальної культурної спадщини до переліку (якщо знайдено документ) |
| -- | ------------------------------------------------------------------------------------------------ | --- | --- | --- |
| 1  | Весільна обрядовість південносхідної України                                                     | звичаї, обряди, святкування; знання та практики,що стосуються природи та всесвіту;                    | Волноваський район                                                                                            | |
| 2  | Пісня «Чорна стежечка»                                                                           | виконавське мистецтво; звичаї, обряди, святкування                                                    | м. Лиман, с. Лозове                                                                                           | |
| 3  | Малоянисольська говірка румейської мови                                                          | Усні традиції та форми вираження;                                                                     | села Малоянисоль, Кременівка, Новоянисоль, Касянівка, Кирилівка Нікольського району                           | |
| 4  | Традиція приготування авдіївської каші                                                           | традиційні ремесла                                                                                    | м. Авдіївка                                                                                                   | |
| 5  | Технологія приготування варення із соснових шишок                                                | традиційні ремесла                                                                                    | с. Ярова Лиманської міської громади                                                                           | |
| 6  | Традиційне виготовлення весільного воскового віночка в сільській місцевості Волноваського району | традиційні ремесла                                                                                    | с. Малинівка Волноваський район                                                                               | |
| 7  | Приготування Богоявленських галушок                                                              | традиційні ремесла                                                                                    | с. Богоявленка                                                                                                | |
| 8  | Традиційна страва «Лемківські голубці з картоплею»                                               | звичаї, обряди, святкування; традиційні ремесла                                                       | с. Сонячне Волноваського району                                                                               | у списку НКС України з 2023 року,082н.к.с.                                                                          |
| 9  | Звичай «Гоніння гадюк»                                                                           | знання та практики,що стосуються природи та всесвіту;                                                 | с. Іскра Великоновосілківського району                                                                        | у списку НКС України з 2023 року,078н.к.с.                                                                          |
| 10 | Приготування козацького борщу з кропивою                                                         | звичаї, обряди, святкування; знання та практики,що стосуються природи та всесвіту; традиційні ремесла | с. Стародубівка Мангушської селищної громади                                                                  | |
| 11 | Псалтироку Приготування обрядового хлібу греків Приазов'я                                        | звичаї, обряди, святкування; традиційна кухня; Культурні простори                                     | населені пункти Маріупольського, Волноваського та Кальміуського районів, міста Маріуполь, Волноваха, Вугледар | у списку НКС України з 2025 року,109н.к.с.                                                                          |
| 12 | Приготування святкового солодкого хліба Бурма хатлама греків Мангуша                             | звичаї, обряди, святкування; традиційні ремесла                                                       | Мангушська селищна територіальна громада, Маріупольський район                                                | |
| 13 | Плетіння килимків у селах Катеринівка та Антонівка                                               | традиційні ремесла                                                                                    | Мар'їнська міська ВЦА, Покровський район                                                                      | |
| 14 | Традиція випікання весільного короваю                                                            | знання та практики,що стосуються природи та всесвіту;традиційні ремесла                               | с. Хлібодарівка, м. Волноваха                                                                                 | |
| 15 | Весільна традиція села Новомайорське Волноваського району                                        | знання та практики,що стосуються природи та всесвіту;                                                 | с. Хлібодарівка, м. Волноваха                                                                                 | |
| 16 | Традиція приготування затірки                                                                    | традиційна кухня                                                                                      | с. Крива Лука                                                                                                 | у списку НКС України з 2024 року,090н.к.с.                                                                          |
| 17 | Обряд розрізання новорічного пирога Василопіта у надазовських греків                             | звичаї, обряди, святкування; традиційна кухня; Культурні простори                                     | Мангушська та Кальчицька територіальні громади                                                                | до списку додано у 2025 році                                                                                        |
| 18 | Весільна традиція виготовлення «Гільце на щастя»                                                 | звичаї, обряди, святкування; традиційна кухня; Культурні простори                                     | с. Богоявленка Вугледарської громади                                                                          | до списку додано у 2025 році                                                                                        |
| 19 | Великодній обряд випікання паски з косами                                                        | звичаї, обряди, святкування; традиційна кухня; Культурні простори                                     | с. Новоукраїнка, Вугледарська громада                                                                         | до списку додано у 2025 році                                                                                        |
| 20 | Приготування традиційного закритого пирога кьобєте                                               | традиційні ремесла                                                                                    | Мирненська громада                                                                                            | до списку додано у 2025 році                                                                                        |
| 21 | Святкування храмового свята Панаїр у середовищі надазовських греків                              | звичаї, обряди, святкування; традиційна кухня; Культурні простори                                     | ГО «Надазовські греки: уруми і румеї»                                                                         | до списку додано у 2025 році                                                                                        |

## Житомирська область
Таблиця створена за даними листа Управління культури та туризму Житомирської обласної військової адміністрації[неавторитетне джерело]
| №  | Назва елемента нематеріальної культурної спадщини | Галузь нематеріальної культурної спадщини                                                           | Ареал сучасного побутування | Дата і номер рішення про включення елемента нематеріальної культурної спадщини до переліку (якщо знайдено документ)                                                                          |
| -- | --- | --------------------------------------------------------------------------------------------------- | --- | --- |
| 1  | Бортництво | традиційні ремесла                                                                                  | Житомирська область | у списку НКС України 2022 року, 047 н.к.с |
| 2  | Культура приготування українського борщу | знання та практики, що стосуються природи і Всесвіту;                                               | Запорізька область | 022 н.к.с, Наказ від 13.10.2020 № 2182 |
| 3  | Традиція приготування обрядової страви «крупки» | Інше — обрядова страва                                                                              | с. Мостове Андрушівської громади                                                                                                | у списку НКС України 2022 року, 039 н.к.с |
| 4  | Весільні обрядові пісні | звичаї, обряди, святкування;                                                                        | с. Бовсуни Лугинської територіальної громади                                                                                    | Протокол від 24.12.2021 року № 3 засідання комісії з моніторингу елементів нематеріальної культурної спадщини КУ «ЖОЦНТ»                                                                     |
| 5  | Традиційне гончарство Полісся | традиційні ремесла                                                                                  | с. Яструбне Брусилівської територіальної громади                                                                                | Протокол від 24.12.2021 року № 3 засідання комісії з моніторингу елементів нематеріальної культурної спадщини КУ «ЖОЦНТ»                                                                     |
| 6  | Техніка художньо обробленої соломки | традиційні ремесла                                                                                  | м. Овруч | Протокол від 24.12.2021 року № 3 засідання комісії з моніторингу елементів нематеріальної культурної спадщини КУ «ЖОЦНТ»                                                                     |
| 7  | Традиційний Поліський розпис — Поліська вишивка, «гладь» (ниткопис, творче варіювання)                                                                       | традиційні ремесла                                                                                  | Житомирська область | Протокол від 24.12.2021 року № 3 засідання комісії з моніторингу елементів нематеріальної культурної спадщини КУ «ЖОЦНТ»                                                                     |
| 8  | Технологія виготовлення народних музичних інструментів | традиційні ремесла                                                                                  | ансамбль «Гук» Попільнянська територіальна громада                                                                              | Протокол від 24.12.2021 року № 3 засідання комісії з моніторингу елементів нематеріальної культурної спадщини КУ «ЖОЦНТ»                                                                     |
| 9  | Приготування «Білого борщу» | традиційні ремесла; традиційна кухня                                                                | Гришковецька територіальна громада Бердичівського району                                                                        | Протокол від 24.12.2021 року № 3 засідання комісії з моніторингу елементів нематеріальної культурної спадщини КУ «ЖОЦНТ»                                                                     |
| 10 | Традиція гри на сопілці–"свистульниці" та технологія виготовлення музичного інструменту Заслуженим майстром народної творчості України Валерієм Березівським | знання та практики, що стосуються природи і Всесвіту;                                               | с. Яроповичі, Андрущівської територіальної громади                                                                              | Протокол від 24.12.2021 року № 3 засідання комісії з моніторингу елементів нематеріальної культурної спадщини КУ «ЖОЦНТ»                                                                     |
| 11 | Технологія випікання Короваю | традиційні ремесла; традиційна кухня                                                                | Попільнянська територіальна громада                                                                                             | Протокол від 24.12.2021 року № 3 засідання комісії з моніторингу елементів нематеріальної культурної спадщини КУ «ЖОЦНТ»                                                                     |
| 12 | Самобутнє музикування — технологія виготовлення народних музичних інструментів Заслуженого майстра народної творчості України Василя Волівача                | традиційні ремесла                                                                                  | народний аматорський гурт креативного фолку «РЕЛІКТ» КЗ «Радомишльського міського Будинку культури» Радомишльської міської ради | Рішення від 06 липня 2023 року № 2 Колегії Управління культури та туризму Житомирської обласної військової адміністрації                                                                     |
| 13 | Огіївські «Блятники» | традиційна кухня                                                                                    | Бердичівська територіальна громада                                                                                              | Рішення від 06 липня 2023 року № 2 Колегії Управління культури та туризму Житомирської обласної військової адміністрації                                                                     |
| 14 | «Колотуха» (біла і чорна) | традиційна кухня                                                                                    | с. Огіївка, Бердичівського району                                                                                               | Рішення від 06 липня 2023 року № 2 Колегії Управління культури та туризму Житомирської обласної військової адміністрації                                                                     |
| 15 | «Кисіль» | традиційна кухня                                                                                    | Баранівська територіальна громада, Суємицький старостат                                                                         | Рішення від 06 липня 2023 року № 2 Колегії Управління культури та туризму Житомирської обласної військової адміністрації                                                                     |
| 16 | «Бадзьоха» | традиційна кухня                                                                                    | с. Строків, Попільнянської територіальної громади, Житомирського району                                                         | Рішення від 06 липня 2023 року № 2 Колегії Управління культури та туризму Житомирської обласної військової адміністрації                                                                     |
| 17 | «Помідори, квашені в пшениці» | традиційна кухня                                                                                    | Попільнянська територіальна громада Житомирського району                                                                        | Рішення від 06 липня 2023 року № 2 Колегії Управління культури та туризму Житомирської обласної військової адміністрації                                                                     |
| 18 | «Підпалки» (хліб) | традиційна кухня                                                                                    | Попільнянська територіальна громада Житомирського району                                                                        | Рішення від 06 липня 2023 року № 2 Колегії Управління культури та туризму Житомирської обласної військової адміністрації                                                                     |
| 19 | «Опіканці з пшоном» | традиційна кухня                                                                                    | с. Смолдирів, Баранівська територіальна громада                                                                                 | Рішення від 06 липня 2023 року № 2 Колегії Управління культури та туризму Житомирської обласної військової адміністрації                                                                     |
| 20 | «Опіканці з квасолею» | традиційна кухня                                                                                    | с. Кашперівка, Баранівська територіальна громада                                                                                | Рішення від 06 липня 2023 року № 2 Колегії Управління культури та туризму Житомирської обласної військової адміністрації                                                                     |
| 21 | «Молотіння снопа і волочіння гілля» | знання та практики, що стосуються природи і Всесвіту;                                               | Попільнянська територіальна громада                                                                                             | Рішення від 06 липня 2023 року № 2 Колегії Управління культури та туризму Житомирської обласної військової адміністрації                                                                     |
| 22 | «Традиції святкування Маковея» | звичаї, обряди, святкування; знання та практики, що стосуються природи і Всесвіту;                  | Ушомирська територіальна громада                                                                                                | Рішення від 06 липня 2023 року № 2 Колегії Управління культури та туризму Житомирської обласної військової адміністрації                                                                     |
| 23 | «Святвечір» | звичаї, обряди, святкування; знання та практики, що стосуються природи і Всесвіту;                  | Ушомирська територіальна громада                                                                                                | Рішення від 06 липня 2023 року № 2 Колегії Управління культури та туризму Житомирської обласної військової адміністрації                                                                     |
| 24 | «Розплітання коси» | звичаї, обряди, святкування; знання та практики, що стосуються природи і Всесвіту;                  | Вишевицька територіальна громада                                                                                                | Рішення від 06 липня 2023 року № 2 Колегії Управління культури та туризму Житомирської обласної військової адміністрації                                                                     |
| 25 | «Острів кохання» | традиційні ремесла                                                                                  | Ушомирська територіальна громада                                                                                                | Рішення від 06 липня 2023 року № 2 Колегії Управління культури та туризму Житомирської обласної військової адміністрації                                                                     |
| 26 | Технологія приготування страви «Макар» | звичаї, обряди, святкування; традиційна кухня                                                       | Коростенська міська територіальна громада                                                                                       | Протокол № 1 від 06.02 2024 року засідання комісії з моніторингу елементів нематеріальної культурної спадщини КУ «Житомирський обласний центр народної творчості» Житомирської обласної ради |
| 27 | Технологія приготування страви «Ковбаски з пшоном» | традиційна кухня                                                                                    | Коростенська міська територіальна громада                                                                                       | Протокол № 1 від 06.02 2024 року засідання комісії з моніторингу елементів нематеріальної культурної спадщини КУ «Житомирський обласний центр народної творчості» Житомирської обласної ради |
| 28 | Технологія приготування страви «Галик» | традиційна кухня                                                                                    | Коростенська міська територіальна громада                                                                                       | Протокол № 1 від 06.02 2024 року засідання комісії з моніторингу елементів нематеріальної культурної спадщини КУ «Житомирський обласний центр народної творчості» Житомирської обласної ради |
| 29 | Традиційний обряд випікання весільного короваю | звичаї, обряди, святкування; знання та практики, що стосуються природи і Всесвіту; традиційна кухня | с. Камінь Романівської територіальної громади                                                                                   | Протокол № 1 від 06.02 2024 року засідання комісії з моніторингу елементів нематеріальної культурної спадщини КУ «Житомирський обласний центр народної творчості» Житомирської обласної ради |
| 30 | Грибний промисел Полісся | традиційні ремесла                                                                                  | Житомирська область | Рішення від 16.12.2024 року № 2 Колегії Управління культури та туризму Житомирської обласної військової адміністрації                                                                        |
| 31 | Старовина страва Полісся «Мочака» | знання та практики, що стосуються природи і Всесвіту; традиційна кухня                              | Лугинська територіальна громада                                                                                                 | Протокол № 1 від 03.03. 2025 року засідання комісії з моніторингу елементів нематеріальної культурної спадщини Житомирського обласного центру народної творчості Житомирської обласної ради  |
| 32 | Традиції випікання українського короваю на Любарщині | знання та практики, що стосуються природи і Всесвіту; традиційна кухня                              | Любарська територіальна громада                                                                                                 | Протокол № 1 від 03.03. 2025 року засідання комісії з моніторингу елементів нематеріальної культурної спадщини Житомирського обласного центру народної творчості Житомирської обласної ради  |
| 33 | «Манні ковбаски» | традиційна кухня                                                                                    | с. Годиха Романівської територіальної громади                                                                                   | Протокол № 1 від 03.03. 2025 року засідання комісії з моніторингу елементів нематеріальної культурної спадщини Житомирського обласного центру народної творчості Житомирської обласної ради  |
| 34 | «Хомулка-підбиванка» | традиційна кухня                                                                                    | с. Вільха Романівської територіальної громади                                                                                   | Протокол № 1 від 03.03. 2025 року засідання комісії з моніторингу елементів нематеріальної культурної спадщини Житомирського обласного центру народної творчості Житомирської обласної ради  |
| 35 | Реконструкція українського національного строю кін. XIX-поч. XX ст.                                                                                          | традиційні ремесла                                                                                  | Романівська територіальна громада                                                                                               | Протокол № 1 від 03.03. 2025 року засідання комісії з моніторингу елементів нематеріальної культурної спадщини Житомирського обласного центру народної творчості Житомирської обласної ради  |
| 36 | «Приготування овруцької страви „Сєрий борщ“ | традиційна кухня                                                                                    | Овруцька міська територіальна громада                                                                                           | Протокол № 1 від 03.03. 2025 року засідання комісії з моніторингу елементів нематеріальної культурної спадщини Житомирського обласного центру народної творчості Житомирської обласної ради  |
| 37 | Приготування солодкої страви із чорниці „Мурза“ | традиційна кухня                                                                                    | Овруцька міська територіальна громада                                                                                           | Протокол № 1 від 03.03. 2025 року засідання комісії з моніторингу елементів нематеріальної культурної спадщини Житомирського обласного центру народної творчості Житомирської обласної ради  |
| 38 | Приготування старовинної поліської страви „Калатуша“ | традиційна кухня                                                                                    | Овруцька міська територіальна громада                                                                                           | Протокол № 1 від 03.03. 2025 року засідання комісії з моніторингу елементів нематеріальної культурної спадщини Житомирського обласного центру народної творчості Житомирської обласної ради  |
| 39 | Картопляна бабка „Стугівщинський Макар“ | традиційна кухня                                                                                    | Овруцька міська територіальна громада                                                                                           | Протокол № 1 від 03.03. 2025 року засідання комісії з моніторингу елементів нематеріальної культурної спадщини Житомирського обласного центру народної творчості Житомирської обласної ради  |
| 40 | Технологія виготовлення щітки з осоки для біління хати глиною                                                                                                | традиційні ремесла                                                                                  | Овруцька міська територіальна громада                                                                                           | Протокол № 1 від 03.03. 2025 року засідання комісії з моніторингу елементів нематеріальної культурної спадщини Житомирського обласного центру народної творчості Житомирської обласної ради  |
| 41 | Вибілювання полотна | традиційні ремесла                                                                                  | Овруцька міська територіальна громада                                                                                           | Протокол № 1 від 03.03. 2025 року засідання комісії з моніторингу елементів нематеріальної культурної спадщини Житомирського обласного центру народної творчості Житомирської обласної ради  |
| 42 | „Лялька мотанка Берегиня роду“ | знання та практики, що стосуються природи і Всесвіту;                                               | Романівська територіальна громада                                                                                               | Протокол № 1 від 03.03. 2025 року засідання комісії з моніторингу елементів нематеріальної культурної спадщини Житомирського обласного центру народної творчості Житомирської обласної ради  |
| 43 | „Пісенний фольклор камінського краю“ | звичаї, обряди, святкування; знання та практики, що стосуються природи і Всесвіту;                  | с. Камінь Романівської територіальної громади                                                                                   | Протокол № 1 від 03.03. 2025 року засідання комісії з моніторингу елементів нематеріальної культурної спадщини Житомирського обласного центру народної творчості Житомирської обласної ради  |
| 44 | Обряд „Дев'ятуха“ | знання та практики, що стосуються природи і Всесвіту;                                               | Овруцька міська територіальна громада                                                                                           | Протокол № 1 від 03.03. 2025 року засідання комісії з моніторингу елементів нематеріальної культурної спадщини Житомирського обласного центру народної творчості Житомирської обласної ради  |
| 45 | Фрагмент весільної обрядовості полісся „Коровай“, „Йолце“ | звичаї, обряди, святкування; знання та практики, що стосуються природи і Всесвіту;                  | с. Радовель Олевської територіальної громади                                                                                    | Протокол № 1 від 03.03. 2025 року засідання комісії з моніторингу елементів нематеріальної культурної спадщини Житомирського обласного центру народної творчості Житомирської обласної ради  |

## Закарпатська область
Список елементів нематеріальної культурної спадщини регіонального рівня Закарпатської області отримані з сайту»Комунальний заклад «Обласний організаційно-методичний центр культури» Закарпатської обласної ради"
| №  | Назва елемента нематеріальної культурної спадщини                  | Галузь нематеріальної культурної спадщини                                                           | Ареал сучасного побутування | Дата і номер рішення про включення елемента нематеріальної культурної спадщини до переліку (якщо знайдено документ) |
| -- | ------------------------------------------------------------------ | --------------------------------------------------------------------------------------------------- | --- | --- |
| 1  | Гуцульська бриндзя                                                 | знання та практики, що стосуються природи і Всесвіту; традиційні ремесла                            | Рахівський район | у списку НКС України з 2022 року                                                                                    |
| 2  | Закарпатський боґрач                                               | традиційні ремесла                                                                                  | Берегівський, Ужгородський, Хустський, Тячівський і Мукачівський райони, де компактно проживає угорська національна спільнота. | |
| 3  | Закарпатський шовдар                                               | традиційні ремесла                                                                                  | територія Закарпатської області                                                                                                | |
| 4  | Ковальські традиції                                                | традиційні ремесла                                                                                  | с. Лисичово Іршавського району                                                                                                 | |
| 5  | Новоселицька сливовиця                                             | традиційні ремесла                                                                                  | с. Новоселиця Берегівського району                                                                                             | |
| 6  | Петрівські субітки                                                 | звичаї, обряди, святкування                                                                         | с. Вишка Великоберезнянського району                                                                                           | |
| 6  | Пісенна традиція                                                   | виконавське мистецтво; звичаї, обряди, святкування                                                  | с. Худльово | |
| 7  | Різдвяна традиція «Шархань»                                        | звичаї, обряди, святкування                                                                         | с. Бороняво Хустського району («Боронявська Шархань»)                                                                          | |
| 8  | Сливовий леквар                                                    | традиційні ремесла                                                                                  | села: Бене, Геча, Ботароку, Берегівського району; населені пункти області, де ростуть сливи-угорки.                            | у списку НКС України з 2022 року                                                                                    |
| 9  | Традиції ансамблевої гри на дримбах                                | виконавське мистецтво; звичаї, обряди, святкування                                                  | с. Драгово Хустського району                                                                                                   | |
| 10 | Традиції весільних вінкоплетин                                     | звичаї, обряди, святкування                                                                         | с. Зарічово Перечинського району                                                                                               | |
| 11 | Традиції весільного обряду                                         | звичаї, обряди, святкування                                                                         | с. Хижа Виноградівського район                                                                                                 | |
| 12 | Традиції вовноткацта Закарпатської Гуцульщини                      | традиційні ремесла                                                                                  | с. Розтоки Рахівського району                                                                                                  | |
| 13 | Традиції казкарства                                                | звичаї, обряди, святкування                                                                         | с. Бороняво Хустського району                                                                                                  | |
| 14 | Традиції колядування                                               | звичаї, обряди, святкування                                                                         | с. Чома Берегівського району                                                                                                   | |
| 15 | Традиції лозоплетіння                                              | знання та практики, що стосуються природи і Всесвіту; традиційні ремесла                            | с. Іза Хустського району | у списку НКС України з 2022 року                                                                                    |
| 16 | Традиції різьби по дереву                                          | знання та практики, що стосуються природи і Всесвіту; традиційні ремесла;Інше — сакральне мистецтво | с. Нове Виноградівського району                                                                                                | у списку НКС України з 2023 року                                                                                    |
| 17 | Традиції художнього перебірного ткацтва                            | традиційні ремесла                                                                                  | с. Черна Виноградівського району                                                                                               | |
| 18 | Традиційне Великоберезьке перебірно-човникове та мереживне ткацтво | традиційні ремесла                                                                                  | с. Великі Береги та с. Кідьош Берегівського району                                                                             | |
| 19 | Традиційне Великодобронське човниково-перебірне ткацтво            | традиційні ремесла                                                                                  | Ужгородський район | |
| 20 | Традиція приготування ріплянки                                     | знання та практики, що стосуються природи і Всесвіту; традиційна кухня                              | с. Колочава Міжгірського району                                                                                                | |
| 21 | Чернянська начанка                                                 | традиційна кухня                                                                                    | села Черна, Хижа, Новоселиця Королівської селищної ради                                                                        | |
| 22 | Традиційне свято «Міра» (Ясінянська міра)                          | звичаї, обряди, святкування                                                                         | Ясінянська громада | у списку НКС України з 2023 року                                                                                    |
| 23 | Традиція гуцульської писанки                                       | звичаї, обряди, святкування;традиційні ремесла                                                      | м. Рахів | у списку НКС України з 2022 року                                                                                    |
| 23 | Карпатське ліжникарство                                            | традиційні ремесла                                                                                  | с. Буковець | у списку НКС України з 2020 року                                                                                    |
| 24 | Культура приготування українського борщу                           | знання та практики, що стосуються природи і Всесвіту;                                               | Київська область | 022 н.к.с, Наказ від 13.10.2020 № 2182                                                                              |

## Запорізька область
Список елементів нематеріальної культурної спадщини регіонального рівня Запорізької області отримані з сайту "Комунальна установа «Обласний методичний центр культури і мистецтва Запорізької обласної ради» та відповідь на запит (лист) Запорізької обласної адміністрації[неавторитетне джерело]
| № | Назва елемента нематеріальної культурної спадщини               | Галузь нематеріальної культурної спадщини                                                                                       | Ареал сучасного побутування              | Дата і номер рішення про включення елемента нематеріальної культурної спадщини до переліку (якщо знайдено документ) |
| - | --------------------------------------------------------------- | --- | ---------------------------------------- | --- |
| 1 | Мистецтво ткацтва                                               | традиційні ремесла; Інше — елементи одягу та інтер'єру                                                                          | с. Гусарка Більмацького району           | 20.09.2016 № 2 |
| 2 | Степовий розспів Запорізького краю                              | виконавське мистецтво; звичаї, обряди, святкування                                                                              | Фольклорні колективи Запорізької області | 20.09.2016 № 2 |
| 3 | Пісенна спадщина                                                | виконавське мистецтво; звичаї, обряди, святкування                                                                              | с. Мала Білозерка Василівського району   | 17.05.2017 № 1 |
| 4 | Козацький бойовий звичай «Спас»                                 | знання та практики, що стосуються природи та всесвіту;                                                                          | Запоріжжя                                | 20.09.2016 № 2 |
| 5 | Традиція приготування ет аяклак (караїмський пиріжок з м'ясом). | звичаї, обряди, святкування; Інше — національна кухня караїмів                                                                  | Мелітополь                               | у списку НКС України з 2018 року                                                                                    |
| 6 | Запорізький Покровський ярмарок                                 | звичаї, обряди, святкування; | Запоріжжя                                | 20.09.2016 № 2 |
| 7 | Кобзарство                                                      | виконавське мистецтво; знання та практики, що стосуються природи та Всесвіту; звичаї, обряди та святкування; традиційні ремесла | Запорізька область                       | у списку НКС України з 2022 року                                                                                    |
| 8 | Борщівська народна вишивка                                      | традиційні ремесла; | Запоріжжя                                | у списку НКС України з 2020 року                                                                                    |
| 9 | Культура приготування українського борщу                        | знання та практики, що стосуються природи і Всесвіту;                                                                           | Запорізька область                       | 022 н.к.с, Наказ від 13.10.2020 № 2182                                                                              |

## Івано-Франківська область
Таблиця створена за даними листа Івано-Франківської обласної військової адміністрації[неавторитетне джерело]
| №  | Назва елемента нематеріальної культурної спадщини                                                           | Галузь нематеріальної культурної спадщини                                                                                                 | Ареал сучасного побутування | Дата і номер рішення про включення елемента нематеріальної культурної спадщини до переліку (якщо знайдено документ) |
| -- | --- | --- | --- | --- |
|    | Традиція Косівської мальованої кераміки                                                                     | традиційні ремесла; інше — побут, традиції оздоблення, дизайн інтер'єру                                                                   | м. Косів | у списку НКС України з 2012 року, 001н.к.с.                                                                         |
| 1  | Традиція гуцульської писанки                                                                                | звичаї, обряди, святкування; традиційні ремесла                                                                                           | м. Рахів | у списку НКС України з 2018 року,012н.к.с.                                                                          |
| 2  | Гуцульська коляда та плєси Верховинського району                                                            | усні традиції та форми вираження; виконавське мистецтво; звичаї обряди, святкування; знання та практики, що стосуються природи і Всесвіту | Села Віпче, Криворівня, Бистрець, Ільці, Замагора, Буковець, Волова, Зелене, Кривополе, Верхній Ясенів, Дземброня, Красник, Білоберізка, Стебні, Устеріки, присілки Плай, Підмагора смт. Верховина Верховинського району | у списку НКС України з 2019 року, 018н.к.с.                                                                         |
| 3  | Звичай виконувати танець Аркан з Ковалівкою                                                                 | виконавське мистецтво; звичаї обряди, святкування                                                                                         | Села Слобода, Рунгури, Кийданці, Княждвір, Марківка, Молодятин, смт. Печеніжин Печеніжинської об'єднаної територіальної громади                                                                                          | у списку НКС України з 2020 року, 019н.к.с.                                                                         |
| 4  | Культура приготування українського борщу                                                                    | знання та практики, що стосуються природи і Всесвіту;                                                                                     | Івано-Франківська область | 022 н.к.с, Наказ від 13.10.2020 № 2182                                                                              |
| 5  | Карпатське ліжникарство                                                                                     | традиційні ремесла | Села Яворів, Річка, Снідавка, Брустури, Вербовець, місто Косів Косівського району | у списку НКС України з 2020 року, 023н.к.с.                                                                         |
| 6  | Борщівська народна вишивка                                                                                  | традиційні ремесла | села Глушків, Стрільче Городенківського району | у списку НКС України з 2020 року, 024н.к.с.                                                                         |
| 7  | Гуцульська бриндзя                                                                                          | знання та практики, що стосуються природи і Всесвіту; традиційні ремесла                                                                  | Івано-Франківська область | у списку НКС України з 2022 року, 044н.к.с.                                                                         |
| 8  | Традиція повіншування Василів у селі Липівка Рогатинської територіальної громади Івано-Франківської області | усні традиції та форми вираження; виконавське мистецтво; звичаї обряди, святкування                                                       | Івано-Франківська область | у списку НКС України з 2023 року, 068н.к.с.                                                                         |
| 9  | Традиція гуцульського художнього дереворізьблення                                                           | традиційні ремесла | Івано-Франківська область | у списку НКС України з 2023 року, 071н.к.с.                                                                         |
| 10 | Традиційний обряд Маланка                                                                                   | звичаї, обряди, святкування; традиційні ремесла; інше — сакральне мистецтво                                                               | с. Белелуя Коломийського району | у списку НКС України з 2023 року, 072н.к.с.                                                                         |
| 11 | Традиційні жіночі прикраси із бісеру на Прикарпатті                                                         | традиційні ремесла | Івано-Франківська область | у списку НКС України з 2023 року, 072н.к.с.                                                                         |
| 12 | Традиційне свято «Міра» (Ясінянська міра)                                                                   | звичаї, обряди, святкування | Івано-Франківська область | у списку НКС України з 2023 року, 083н.к.с.                                                                         |
| 13 | Гуцульська боднарка                                                                                         | звичаї, обряди, святкування; традиційні ремесла;                                                                                          | місто Косів, села Річка та Брустури Косівського району | у списку НКС України з 2022 року, 057н.к.с.                                                                         |
| 14 | Міжнародний Різдвяний фестиваль «Коляда на Майзлях»                                                         | інше — практика з охоронинематеріальної культурної спадщини                                                                               | Івано-Франківськ | у списку НКС України з 2022 року, 043н.к.с.                                                                         |
| 15 | Традиційний різдвяний обряд «Драниця»                                                                       | звичаї, обряди, святкування; | с. Саджавка Коломийської міської ради | |
| 16 | Весільний обряд «Вбирання деревця у молодого»                                                               | звичаї, обряди, святкування; | с. Раківчик Коломийської міської ради. | |
| 17 | Весільний обряд «Шиття вінка для молодої»                                                                   | звичаї, обряди, святкування; | с. Воскресінці Коломийської міської ради. | |
| 18 | Весільний обряд «Завивання молодої»                                                                         | звичаї, обряди, святкування; | с. Корнич Коломийської міської ради. | |

## Київська область
Таблиця створена за даними листа Київської обласної військової адміністрації
| № | Назва елемента нематеріальної культурної спадщини | Галузь нематеріальної культурної спадщини                                                                                       | Ареал сучасного побутування | Дата і номер рішення про включення елемента нематеріальної культурної спадщини до переліку (якщо знайдено документ) |
| - | ------------------------------------------------- | --- | --- | --- |
| 1 | Богуславське традиційне ткацтво                   | традиційні ремесла | м. Богуслав, Обухівський район; | від 01.02.2023 № 7                                                                                                  |
| 2 | Відродження медоваріння на Баришівщині            | традиційні ремесла | с. Селище, Баришівська селищна територіальна громада | від 01.02.2023 № 7                                                                                                  |
| 3 | Обухівський «шитий» рушник                        | традиційні ремесла | м. Обухів | у списку НКС України з 2023, 081 н.к.с.                                                                             |
| 4 | Пісенна традиція с. Лука                          | знання та практики, що стосуються природи і Всесвіту;                                                                           | с. Лука Києво-Святошинського району | у списку НКС України з 2018, 006 н.к.с.                                                                             |
| 5 | Бортництво Київської області                      | традиційні ремесла | села Шпилі та Рудня-Шпилівська, Вишгородський район, Іванківська територіальна громада | у списку НКС України 2022 року, 047 н.к.с                                                                           |
| 6 | Кобзарство                                        | виконавське мистецтво; знання та практики, що стосуються природи та Всесвіту; звичаї, обряди та святкування; традиційні ремесла | Київська область | у списку НКС України 2022 року, 057.н.к.с                                                                           |
| 7 | Обуховицьке ткацтво                               | традиційні ремесла | с. Обуховичі, Вишгородський район | у списку НКС України 2023 року, 063 н.к.с.                                                                          |
| 8 | Культура приготування українського борщу          | знання та практики, що стосуються природи і Всесвіту;                                                                           | Київська область | 022 н.к.с, Наказ від 13.10.2020 № 2182                                                                              |
| 9 | Обряд встановлення «Віхи» на Переяславщині        | знання та практики, що стосуються природи і Всесвіту; звичаї, обряди, святкування                                               | села Горбані, Єрківці, Дівички, Стовп'яги, Дем'янці, Ковалин, Велика Каратуль, Мала Каратуль, Виповзки, Строкова, Сомкова Долина, Ташань, Положаї, Харківці, Лецьки, Пристроми, Мазінки, Шевченкове, Циблі, Дениси, Кавказ та у м. Переяслав. | у списку НКС України2024 року,101 н.к.с                                                                             |

## Кіровоградська область
Обласний перелік елементів нематеріальної культурної спадщини Кіровоградської області отримано з Офіційного сайту департаменту культури та туризму Кіровоградської обласної державної адміністрації
| №   | Назва елемента нематеріальної культурної спадщини                                                                               | Галузь нематеріальної культурної спадщини                                                    | Ареал сучасного побутування | Дата і номер рішення про включення елемента нематеріальної культурної спадщини до переліку (якщо знайдено документ) |
| --- | --- | -------------------------------------------------------------------------------------------- | --- | --- |
| 1.  | Традиція вишивки хрестиком | традиційні ремесла                                                                           | с. Йосипівка Благовіщенська міська громада | 2020 |
| 2.  | Легенди села Захарівка | усні традиції та форми вираження, зокрема в мові як носії нематеріальної культурної спадщини | с. Захарівка Великоандрусівська сільська громада | 2019 |
| 3.  | Легенди села Серебряне | усні традиції та форми вираження, зокрема в мові як носії нематеріальної культурної спадщини | с. Серебряне Великоандрусівська сільська громада | 2019 |
| 4.  | Українські народні пісні «Туга за тугою», «Хоч би швидше вечір», «Ой у лузі та ще й при березі»                                 | виконавське мистецтво                                                                        | с. Велика Северинка Великосеверинівська сільська громада | 2019 |
| 5.  | Приказки та народні прикмети | усні традиції та форми вираження, зокрема в мові як носії нематеріальної культурної спадщини | Великосеверинівська сільська громада | 2019 |
| 6.  | Болгарське свято «Свято Мартениці» — зустріч весни                                                                              | звичаї, обряди, святкування                                                                  | Вільшанська селищна громада | 2019 |
| 7.  | Болгарське свято «Єнєвден» — Івана Купала                                                                                       | звичаї, обряди, святкування                                                                  | Вільшанська селищна громада | 2019 |
| 8.  | Болгарське свято «Колєда» — Різдво                                                                                              | звичаї, обряди, святкування                                                                  | Вільшанська селищна громада | 2019 |
| 9.  | Болгарське свято Лазаря — День святого Лазаря                                                                                   | звичаї, обряди, святкування                                                                  | Вільшанська селищна громада | 2019 |
| 10. | Болгарське свято «Тріфон Зарізан» — зарізання виноградної лози                                                                  | звичаї, обряди, святкування                                                                  | Вільшанська селищна громада | 2019 |
| 11. | Рецепти національних болгарських страв                                                                                          | традиційні ремесла                                                                           | Вільшанська селищна громада | 2019 |
| 12. | Різдвяна страва «Рогові калачі»                                                                                                 | традиційні ремесла                                                                           | с. Станкувате Вільшанська селищна громада | 2020 |
| 13. | Традиція вишивки | традиційні ремесла                                                                           | с. Станкувате Вільшанська селищна громада | 2019 |
| 14. | Художній розпис | традиційні ремесла                                                                           | Гайворонська міська громада | 2019 |
| 15. | Весільний та передвесільний обряд: посад, благословення, обдарування, дівич-вечіроку, бгання (замішування короваю) та запросини | звичаї, обряди, святкування                                                                  | с. Солгутово Гайворонська міська громада | 2020 |
| 16. | Різьблення по дереву | традиційні ремесла                                                                           | Гайворонська міська громада | 2020 |
| 17. | Традиція вишивки українського рушника                                                                                           | традиційні ремесла                                                                           | с. Приют Ганнівська сільська громада | 2019 |
| 18. | Мистецтво вишивки ікон, портретів, рушників                                                                                     | традиційні ремесла                                                                           | с. Ганнівка | 2019 |
| 19. | Чумацькі пісні Кіровоградщини                                                                                                   | виконавське мистецтво                                                                        | с. Липняжка Добровеличківський район, | 2020 |
| 20. | Рецепт приготування страви з фаршу та тіста «Валовани»                                                                          | традиційні ремесла                                                                           | Долинський район | 2020 |
| 21. | Чумацькі пісні Кіровоградщини                                                                                                   | виконавське мистецтво                                                                        | місто Долинська | 2020 |
| 22. | Старовинний обряд Меланкування                                                                                                  | звичаї, обряди, святкування                                                                  | Катеринівська сільська громада | 2020 |
| 23. | Легенда про межові камені | усні традиції та форми вираження, зокрема в мові як носії нематеріальної культурної спадщини | с. Нечаївка Компаніївська селищна громада | 2019 |
| 24. | Легенда про церкву святої Покрови                                                                                               | усні традиції та форми вираження, зокрема в мові як носії нематеріальної культурної спадщини | с. Нечаївка Компаніївська селищна громада | 2019 |
| 25. | Легенда про Чортову печеру | усні традиції та форми вираження, зокрема в мові як носії нематеріальної культурної спадщини | с. Нечаївка Компаніївська селищна громада | 2019 |
| 26. | Ткацтво | традиційні ремесла                                                                           | Кропивницька міська громада | 2019 |
| 27. | Гончарство | традиційні ремесла                                                                           | Кропивницька міська громада | 2019 |
| 28. | Рецепт приготування «Капусняка маловисківського»                                                                                | традиційні ремесла                                                                           | місто Мала Виска | 2020 |
| 29. | Рецепти приготування страви «Вергуни»                                                                                           | традиційні ремесла                                                                           | с. Оникієво Мар՚янівська сільська рада | 2020 |
| 30. | Ковальство | традиційні ремесла                                                                           | смт Новгородка | 2019 |
| 31. | Вишивка | традиційні ремесла                                                                           | смт Новгородка | 2020 |
| 32. | Фольклорні автентичні пісні | виконавське мистецтво                                                                        | Новомиргородська міська громада | 2019 |
| 33. | Легенда про ландшафтний заказник «Панські гори»                                                                                 | усні традиції та форми вираження, зокрема в мові як носії нематеріальної культурної спадщини | Новомиргородська міська громада | 2019 |
| 34. | Традиції роботи тістопластикою                                                                                                  | традиційні ремесла                                                                           | смт Новомиргород | 2020 |
| 35. | Традиції роботи по виготовленню м᾽якої іграшки                                                                                  | традиційні ремесла                                                                           | смт Новомиргород | 2020 |
| 36. | Соломоплетіння | традиційні ремесла                                                                           | смт Новомиргород | 2020 |
| 37  | Культура приготування українського борщу                                                                                        | знання та практики, що стосуються природи і Всесвіту;                                        | Кіровоградська область | 022 н.к.с, Наказ від 13.10.2020 № 2182                                                                              |
| 38  | Приготування української традиційної страви «Голубці». Культура приготування і споживання голубців                              | звичаї, обряди, святкування; традиційні ремесла                                              | селища Голованівськ, села Вербове, Грузьке, Ясне, Ємилівка, Журавлинка, Цвіткове, Клинове, Красногірка, Манжурка, Межирічка, Краснопілля, Молдовка, Матвіївка, Недеждівка, Наливайка, Роздол, Розкішне, Костянтинівка, Маринопіль, Мар'янівка, Новосілка, Свірневе, Зелена Балка, Новоголованівськ, Олексіївка, Троянка, Шепилове, Олександрівка, Ковалівка Голованівського району | у списку НКС України з 2023 року                                                                                    |

## Луганська область
Список складено за даними сайту «Луганський Обласний Центр Народної творчості»
| №  | Назва елемента нематеріальної культурної спадщини                         | Галузь нематеріальної культурної спадщини                                         | Ареал сучасного побутування                                                                                     | Дата і номер рішення про включення елемента нематеріальної культурної спадщини до переліку (якщо знайдено документ) |
| -- | ------------------------------------------------------------------------- | --------------------------------------------------------------------------------- | --- | --- |
| 1  | Традиція приготування гарбузової каші                                     | традиційні ремесла                                                                | Старобільський район                                                                                            | |
| 2  | Автентичні пісні села Цілуйкове                                           | виконавське мистецтво; звичаї, обряди, святкування                                | с. Цілуйкове Білокуракинський район                                                                             | |
| 3  | Павлівський капусняк з рибою                                              | традиційні ремесла                                                                | с. Павлівка, Білокуракинський район                                                                             | |
| 4  | Весільний обряд випікання різки                                           | знання та практики, що стосуються природи і Всесвіту; традиційні ремесла          | сіла: Бабичеве, Багачка, Воєводське, Караїчне, Лантратівка, Троїцьке, Ями Троїцької громади Сватівського району | |
| 5  | Новопсковський куліш                                                      | традиційні ремесла                                                                | Новопсковський район                                                                                            | |
| 6  | Обряд випікання хлібу                                                     | традиційні ремесла                                                                | с. Городище Біловодського району                                                                                | |
| 7  | Традиційне ремесло бджільництва                                           | традиційні ремесла                                                                | Сватівський район                                                                                               | у списку НКС України з 2023 року                                                                                    |
| 8  | Традиція випікання лєсєнок з костиліком                                   | традиційні ремесла                                                                | смт. Борівське                                                                                                  | |
| 9  | Кудряшівська весільна різка                                               | знання та практики, що стосуються природи і Всесвіту;                             | с. Кудряшівка Кремінський район                                                                                 | |
| 10 | Білолуцьке лозоплетіння                                                   | традиційні ремесла                                                                | смт. Білолуцьк Новопсковський район                                                                             | |
| 11 | Домашні дріжджі                                                           | традиційні ремесла                                                                | с. Новобіла Новопсковський район                                                                                | |
| 12 | Традиція приготування узвару                                              | традиційні ремесла                                                                | с. Калмиківка Міловська селищна територіальна громада                                                           | |
| 13 | Традиція приготування квашеної капусти                                    | традиційні ремесла                                                                | с. Діброва Міловської селищної територіальної громади                                                           | |
| 14 | Випікання обрядових пташок                                                | знання та практики, що стосуються природи і Всесвіту;традиційні ремесла           | с. Михайлівка Новоайдарська селищна громада                                                                     | |
| 15 | знання та практики цілющих трав Старобільського краю                      | знання та практики, що стосуються природи і Всесвіту;                             | села Сенькове, Підгорівка, Курячівка, Лиман, Титарівка та м. Старобільськ                                       | у списку НКС України з 2023 року                                                                                    |
| 16 | Обряд заплітання весільної коси                                           |                                                                                   | смт. Білокуракине, Білокуракинська селищна територіальна громада, Сватівський район                             | у списку НКС України з 2023 року                                                                                    |
| 17 | Традиції обряду Івана Купала на Кремінщині                                | знання та практики, що стосуються природи і Всесвіту; звичаї, обряди, святкування | Кремінська територіальна громада Сєвєродонецького району                                                        | |
| 18 | Обряд приготування страви «Зелеківська зливанка»                          | традиційна кухня; традиційні ремесла                                              | с. Зелеківка Біловодська територіальна громада, Старобільський район                                            | у списку НКС України з 2022 року                                                                                    |
| 19 | Риб'янцівська катана каша                                                 | традиційні ремесла                                                                | Риб'янцівська сільська рада, Новопсковська селищна територіальна громада, Старобільський район                  | |
| 20 | Приготування пиріжків з «крохтями»                                        | традиційні ремесла                                                                | села Гречишкіне, Райгородка, Бахмутівка Новоайдарської селищної територіальної громади                          | |
| 21 | Традиція приготування хлібного виробу «Стульник»                          | традиційні ремесла                                                                | Мілуватка, Сватівський район                                                                                    | |
| 22 | Традиції храмового свята Трійця у селі Шульгинка                          | знання та практики, що стосуються природи і Всесвіту; звичаї, обряди, святкування | с. Шульгинка, Старобільський район                                                                              | |
| 23 | Традиції будівництва хати на Старобільщині. Обрядове дійство «Закладчина» | знання та практики, що стосуються природи і Всесвіту; традиційні ремесла          | Старобільська міська територіальна громада                                                                      | |
| 24 | Традиція приготування «Щедрищанського капусняка»                          | традиційні ремесла                                                                | місто Сєвєродонецьк, мікрорайон Щедрищеве                                                                       | |
| 25 | Страва «Ліниві голубці»                                                   | традиційні ремесла                                                                | Луганська область                                                                                               | у списку НКС України з 2023 року                                                                                    |

## Миколаївська область
| №  | Назва елемента нематеріальної культурної спадщини                                           | Галузь нематеріальної культурної спадщини                                | Ареал сучасного побутування                                                                 | Дата і номер рішення про включення елемента нематеріальної культурної спадщини до переліку (якщо знайдено документ) |
| -- | ------------------------------------------------------------------------------------------- | ------------------------------------------------------------------------ | ------------------------------------------------------------------------------------------- | --- |
| 1  | Сурва ― обряд святкування Нового року болгарською громадою                                  | виконавське мистецтво; звичаї, обряди, святкування                       | Болгарська громада мкрн. Тернівка м. Миколаїв                                               | 21. 06. 2018 № 001                                                                                                  |
| 2  | «Мартениці» ― традиції святкування зустрічі весни громадою тернівських болгар Миколаївщини  | виконавське мистецтво; звичаї, обряди, святкування                       | Болгарська громада мкрн. Тернівка м. Миколаїв                                               | 21. 06. 2018 № 002                                                                                                  |
| 3  | Технологія приготування традиційного Матвіївського зеленого борщу з бичками «Червонянський» | традиційна кухня                                                         | мкрн. Матвіївка міста Миколаєва                                                             | 10.07.2019 № 003 |
| 4  | Традиції Різдвяного вертепу                                                                 | виконавське мистецтво; звичаї, обряди, святкування                       | смт Криве Озеро                                                                             | 10.07.2019 № 004 |
| 5  | Обряд Маланкувания                                                                          | виконавське мистецтво; звичаї, обряди, святкування                       | с. Курячі Лози                                                                              | 10.07.2019 № 005 |
| 6  | Традиції та технології первомайської килимової вишивки                                      | традиційні ремесла                                                       | смт. Заводське                                                                              | 10.07.2019 № 006 |
| 7  | Весільні традиції обоянської громади                                                        | виконавське мистецтво; звичаї, обряди, святкування                       | смт Казанка та с. Троїцько-Сафоново, Казанківського району                                  | 10.07.2019 № 007 |
| 8  | «Польський бігос» традиційна кулінарія польської громади м. Південноукраїнська              | традиційна кухня                                                         | м. Південноукраїнськ                                                                        | 10.07.2019 № 008 |
| 9  | «Таврійський розпис: унікальний декоративний розпис Північного Причорномор'я»               | традиційні ремесла; знання та практики, що стосуються природи і Всесвіту | с. Куцуруб, м. Баштанка, м. Миколаїв                                                        | 10.07.2019 № 009 |
| 10 | Обряд випікання весільного хлібу «Дівування» на Баштанщині"                                 | традиційні ремесла; звичаї, обряди, святкування                          | м. Баштанка                                                                                 | 10.07.2020 № 010 |
| 11 | Кулінарні традиції рибалок Вітовщини: тюлька-насторчак та товченики по-вітовські            | традиційна кухня                                                         | Вітовський (Корабельний) район м. Миколаїв                                                  | 10.07.2020 № 011 |
| 12 | Пісенні традиції                                                                            | виконавське мистецтво; звичаї, обряди, святкування; традиційна музика    | с. Калуга Березнегуватського району, a саме вокальний ансамбль «Калужаночки» Калузького СБК | 14.12.2021 № 012 |
| 13 | Традиції технології виготовлення рибальської сітки                                          | традиційні ремесла; знання та практики, що стосуються природи і Всесвіту | с. Лупареве Галицинівської ОТГ                                                              | 14.12.2021 № 013 |

## Одеська область
Список елементів нематеріальної культурної спадщини регіонального рівня Одеської області отримані з сайту «Одеський обласний центр української культури»
| №  | Назва елемента нематеріальної культурної спадщини                                                          | Галузь нематеріальної культурної спадщини | Ареал сучасного побутування | Дата і номер рішення про включення елемента нематеріальної культурної спадщини до переліку (якщо знайдено документ) |
| -- | --- | --- | --- | --- |
| 1  | Особливості виконання клезмерської музики                                                                  | виконавське мистецтво | м. Кодима та села Загнітків, Шершенці, Олексіївка, Лабушне, Грабове Подільського району                                                                | у списку НКС України з 2022 року                                                                                    |
| 2  | Ритуальний хліб Кодимщини (Кодимські хліби)                                                                | звичаї, обряди, святкування; знання та практики, що стосуються природи і всесвіту; традиційні ремесла; традиції харчування.                                                     | села Шершенці, Серби, Загнітків Кодимської міської громади                                                                                             | листопад 2020 |
| 3  | Метод будівництва «Суха кладка»                                                                            | традиційні ремесла, знання та практики, що стосуються природи та всесвіту, інвентаризація                                                                                       | ― села Загнітків, Шершенці, Олексіївка Подільського району: ― с. Камчик Білгород-Дністровського району; ― с. Виноградівка Болградської міської громади | 2021 рік |
| 4  | Традиційне виготовлення віників на Савранщині                                                              | знання та практики, що стосуються природи і всесвіту; традиційні ремесла | селища Осички, Вільшанка, Полянецьке та Концеба Подільського району                                                                                    | листопад 2020 |
| 5  | Осичківські дідки (Маланкування в Осичках)                                                                 | звичаї, обряди, святкування; знання та практики, що стосуються природи та всесвіту; усні традиції та форми вираження, зокрема, мова як носій нематеріальної культурної спадщини | с. Осички Подільського району | листопад 2020 |
| 6  | Південний розпис Степової України                                                                          | знання та практики, що стосуються природи та всесвіту; традиційні ремесла | ― м. Одеса; м. Білгород-Дністровський, м. Ананьїв; ― с. Троїцьке, с. Новоіванівка Подільського району; ― с. Крижанівка,с. Усатове Одеського району;    | листопад 2020 |
| 7  | Знання, вміння та практики, що стосуються приготування та споживання біляївської рибної юшки               | традиційні ремесла; традиції пов'язанні із культурою харчування | м. Біляївка Одеського району | 2021 |
| 8  | Міліна — знання, навички та звичаї                                                                         | виконавське мистецтво; звичаї, обряди, святкування; традиційні ремесла; традиції харчування                                                                                     | с. Камчик Білгород-Дністровського району; | жовтень 2021 року.                                                                                                  |
| 9  | Різдвяний обряд «Мошу» (обряд чоловічої коляди)                                                            | Традиції, свята, обряди, інвентаризація | с. Орлівка Ізмаїльського району | листопад 2020 року                                                                                                  |
| 10 | Музей традиційного народного мистецтва як інтерактивний простір нематеріальної культурної спадщини Одещини | Практика з охорони нематеріальної культурної спадщини Одеської області | м. Одеса | 2021 рік |
| 11 | Причорноморська глиняна іграшка                                                                            | знання та практики, що стосуються природи та всесвіту; традиційні ремесла | м. Одеса | листопад 2020 року                                                                                                  |
| 12 | Обрядове свято виноградної лози «Трифон Зарезан»                                                           | звичаї, обряди, святкування; знання та практики, що стосуються природи і Всесвіту                                                                                               | південь Одеської області | 2022 |
| 13 | Культура приготування та споживання плацинди у селах долини річки Фрумушика                                | виконавське мистецтво; звичаї, обряди, святкування; традиційні ремесла; традиції харчування                                                                                     | ― села Нові Каплани та Василівка Болградського району; — с. Семисотка Білгород-Дністровського району; — с. Фрумушика-Нова Болградського району.        | 2022 |
| 14 | Обряд «Сирни Заговезни» (Слов'янський карнавал)                                                            | Традиції, свята, обряди, інвентаризація | с. Баннівка Болградського району | 2022 |
| 15 | «Туршу» — квашені овочі за рецептом гагаузів                                                               | виконавське мистецтво; звичаї, обряди, святкування; традиційні ремесла; традиції харчування                                                                                     | Бессарабія, де компактно проживають гагаузи | 2022 |
| 16 | Традиція приготування та споживання обрядових хлібів до Дня Святого Георгія села Криничне                  | виконавське мистецтво; звичаї, обряди, святкування; традиційні ремесла; традиції харчування                                                                                     | с. Криничне Болградского району | лютий 2023 |
| 17 | Культура традиційного вівчарства Бессарабії та знання, пов'язані з ним                                     | звичаї, обряди, святкування; знання та практики, що стосуються природи і Всесвіту; традиційні ремесла; традиції харчування                                                      | Болградський, Ізмаїльський, Білгород — Дністровський райони                                                                                            | квітень 2023 |
| 18 | Приготування української традиційної страви «Голубці»                                                      | звичаї, обряди, святкування; знання та практики, що стосуються природи і Всесвіту; традиційні ремесла; традиції харчування                                                      | на всій території Одеської області | липень 2023 |
| 19 | Традиційна народна гра «Ашик»                                                                              | Усні традиції та форми вираження, зокрема, мова як носій нематеріальної культурної спадщини; знання та практики, що стосуються природи та всесвіту; народні ігри                | на півдні Одеської області у місцях компактного проживання болгар і гагаузів                                                                           | травень 2024 |

## Полтавська область
Список складено за даними сайту « Полтавський Обласний Центр Народної творчості та культурно-освітньої роботи»
| №                                                                            | Назва елемента нематеріальної культурної спадщини                    | Галузь нематеріальної культурної спадщини | Ареал сучасного побутування                                                                                       | Дата і номер рішення про включення елемента нематеріальної культурної спадщини до переліку (якщо знайдено документ) |
| ---------------------------------------------------------------------------- | -------------------------------------------------------------------- | --- | --- | --- |
| 1                                                                            | Опішнянська кераміка                                                 | звичаї, обряди, святкування; знання та практики,що стосуються природи та всесвіту; традиційні ремесла                                                         | смт. Опішне Зіньківського району                                                                                  | у списку НКС України з 2012 року                                                                                    |
| 2                                                                            | Технологія виконання вишивки «білим по білому» селища Решетилівка    | традиційні ремесла | Решетилівка | у списку НКС України з 2017 року                                                                                    |
| 3                                                                            | Традиції рослинного килимарства селища Решетилівка                   | традиційні ремесла | Решетилівка | у списку НКС України з 2018 року                                                                                    |
| 4                                                                            | Культура приготування українського борщу                             | звичаї, обряди, святкування; знання та практики,що стосуються природи та всесвіту; традиційні ремесла                                                         | Полтавська область                                                                                                | 022 н.к.с, Наказ від 13.10.2020 № 2182                                                                              |
| 5                                                                            | Кобзарство                                                           | Усні традиції та форми вираження; звичаї, обряди,святкування; традиційні ремесла; виконавське мистецтво; знання та практики, що стосуються природи і Всесвіту | Полтавська область                                                                                                | у списку НКС України з 2022 року                                                                                    |
| 6                                                                            | Традиція і технологія вишивки жіночої сорочки на Гадяччині           | традиційні ремесла | Гадяцька міська територіальна громада та Петрівсько-Роменськасільська територіальна громада Миргородського району | у списку НКС України з 2023 року                                                                                    |
| 7                                                                            | Традиція вузлової ляльки Полтавщини                                  | традиційні ремесла | Полтавська область                                                                                                | 02.12.2019 за № 204                                                                                                 |
| 8                                                                            | Технологія виконання традиційного декоративного полтавського розпису | традиційні ремесла | Полтавська область                                                                                                | 02.12.2019 за № 204                                                                                                 |
| 9                                                                            | Технологія приготування капусняка у селі Бербениці на Лохвиччині     | Традиції, пов'язані із культурою харчування | с. БербениціМиргородського району                                                                                 | 19.09.2023 № 98 |
| 10                                                                           | Традиція випікання весільного короваю у селі Жабки                   | звичаї, обряди, святкування; традиції, пов'язані із культурою харчування                                                                                      | с. Жабки Лохвицької міської територіальної громади                                                                | 15.03.2024 за № 35                                                                                                  |
| 11                                                                           | Технологія традиційного тістоліплення у селі Івашки                  | традиційні ремесла | с. Івашки Полтавської міської територіальної громади                                                              | 15.03.2024 за № 35                                                                                                  |
| 12                                                                           | Культура самогоноваріння на Полтавщині                               | Традиції, пов'язані із культурою харчування | Полтавська область                                                                                                | 15.03.2024 за № 35                                                                                                  |
| Інвентар нематеріальної культурної спадщини, яка потребує термінової охорони |                                                                      | | | |
| 1                                                                            | Традиція писанкарства Карлівщини                                     | традиційні ремесла | м. Карлівка | 17.07.2020 за № 92                                                                                                  |
| 2                                                                            | Традиція ярмаркування у селі Великі Сорочинці                        | звичаї, обряди, святкування | с. Великі Сорочинці Миргородського району                                                                         | 10.03.2023 за № 29                                                                                                  |
| 3                                                                            | Весільний обряд «Викуп ціпка» у селі Токарі                          | звичаї, обряди, святкування | с. Токарі Лохвицької міської територіальної громади                                                               | 15.03.2024 за № 35                                                                                                  |

## Рівненська область
Таблиця створена за даними листа Рівненської обласної військової адміністрації[неавторитетне джерело]
| №  | Назва елемента нематеріальної культурної спадщини                                       | Галузь нематеріальної культурної спадщини | Ареал сучасного побутування | Дата і номер рішення про включення елемента нематеріальної культурної спадщини до переліку (якщо знайдено документ) |
| -- | --------------------------------------------------------------------------------------- | --- | --- | --- |
| 1  | Традиційне ремесло бджільництва                                                         | традиційні ремесла | Дубровицька міська громада, Рокитнівська та Вирівська сільські громади Сарненського району, Березнівська міська громада Рівненського району                                                                         | у списку НКС України з 2018 року                                                                                    |
| 2  | Поліська дудка-викрутка: традиції виготовлення та гри                                   | виконавське мистецтво; інше — виготовлення музичних інструментів                                                                                              | Північні села Дубровицької і Рокитнівської територіальних громад Сарненського районуРівненської області | у списку НКС України з 2023 року                                                                                    |
| 3  | Традиція наряджання могильних хрестів                                                   | звичаї, обряди, святкування | Вараський, Сарненський район та північна частина Рівненського району, зокрема громади Сарненщини, Дубровиччини, Варашанщини, Зарічненщини, Березнівщини                                                             | у списку НКС України з 2023 року                                                                                    |
| 4  | Приготування української традиційної страви «Голубці»                                   | звичаї, обряди, святкування; традиційні ремесла | Радивилівська територіальна громада Дубенського району | у списку НКС України з 2023 року                                                                                    |
| 5  | Традиція обряду «Водіння Куста»                                                         | усні традиції та форми вираження; виконавське мистецтво; звичаї, обряди, святкування; знання та практики, що стосуються природи і Всесвіту                    | с. Сварицевичі Дубровицького району | у списку НКС України з 2018 року                                                                                    |
| 6  | Культура приготування українського борщу                                                | звичаї, обряди, святкування; знання та практики, що стосуються природи і Всесвіту                                                                             | Рівненська область | 022 н.к.с, Наказ від 13.10.2020 № 2182                                                                              |
| 7  | Кобзарство                                                                              | Усні традиції та форми вираження; звичаї, обряди,святкування; традиційні ремесла; виконавське мистецтво; знання та практики, що стосуються природи і Всесвіту | м. Рівне | у списку НКС України з 2022 року                                                                                    |
| 8  | Писанкарство                                                                            | звичаї, обряди, святкування; знання та практики, що стосуються природи і Всесвіту; традиційні ремесла                                                         | Рівненська міська, Бабинська сільська, Гощанська селищна громади Рівненського району | у списку НКС України з 2022 року                                                                                    |
| 9  | Традиція серпанкового ткацтва                                                           | традиційні ремесла | с. Крупове Дубровицької міської громади Сарненського району | Наказ Управління культури і туризму облдержадміністрації № 180 від 20.12.2016                                       |
| 10 | Поліський солоспів індивідуальне виконавство кращих сільських етнофорів                 | виконавське мистецтво | територія Рівненського Полісся: Сарненський та Вараський райони | Наказ Управління культури і туризму облдержадміністрації № 180 від 20.12.2016                                       |
| 11 | Етнокультурний центр Рівненського ПДМ Як краща практика збереження Рівненського Полісся | виконавське мистецтво | м. Рівне | додано до обласного списку у 2024 році                                                                              |
| 12 | Весільний обряд «Читання Корони»                                                        | звичаї, обряди, святкування | громади Дубенського району та Острозька міська громада Рівненського району | додано до обласного списку у 2024 році                                                                              |
| 13 | Традиція приготування мацика на Рівненському Поліссі                                    | традиційні ремесла; традиційна кухня | села Мульчиці, Собіщиці, Більська Воля, Березина Вараської міської громади, Зарічненська селищна громада Вараського району, Дубровицька Сарненська Рокитнівська міська. міська. селищна громади Сарненського району | додано до обласного списку у 2024 році                                                                              |
| 14 | Традиція виготовлення та гри на бекачі                                                  | виконавське мистецтво; інше — виготовлення музичних інструментів                                                                                              | с. Жовкині Володимирецької селищної громади Вараського району | додано до обласного списку у 2024 році                                                                              |
| 15 | Традиція виготовлення тканих доріжок                                                    | традиційні ремесла | с. Карпилівка Рокитнівської селищної громади Сарненського району | додано до обласного списку у 2024 році                                                                              |
| 16 | Традиція виготовлення воскової свічки методом «вмочування»                              | традиційні ремесла | с. Зносичі Немовицької сільської громади Сарненського району | додано до обласного списку у 2024 році                                                                              |
| 17 | Гречаний кисіль                                                                         | традиційна кухня | с. Устя Корецької міської громади, с. Хмелівка Соснівської селищної громади Рівненського району | додано до обласного списку у 2024 році                                                                              |
| 18 | Традиція великодньої приготування випічки «Мазурки»                                     | звичаї, обряди, святкування; традиційна кухня | Бабинська сільська, Бугринська сільська, Гощанська селищна, Мізоцька селищна громади Рівненського району, Привільненська сільська громада Дубенського району                                                        | додано до обласного списку у 2024 році                                                                              |
| 19 | Ланципупики з грибами та шкварками                                                      | традиційна кухня | с. Біле Володимирецької селищної Вараського району громади | додано до обласного списку у 2024 році                                                                              |
| 20 | Танювальні традиції                                                                     | виконавське мистецтво | с. Люхча Сарненської міської громади району Сарненського | додано до обласного списку у 2024 році                                                                              |
| 21 | Рачинські цибульники                                                                    | традиційна кухня | с. Рачин сільської Тараканівської громади Дубенського району | додано до обласного списку у 2024 році                                                                              |

## Сумська область
Список складено за даними Сумського обласного науково-методичного центру культури і мистецтв
| №  | Назва елемента нематеріальної культурної спадщини                   | Галузь нематеріальної культурної спадщини | Ареал сучасного побутування                                | Дата і номер рішення про включення елемента нематеріальної культурної спадщини до переліку (якщо знайдено документ) |
| -- | ------------------------------------------------------------------- | --- | ---------------------------------------------------------- | --- |
| 1  | Кролевецьке переборне ткацтво                                       | традиційні ремесла | Кролівець                                                  | у списку НКС України з 2018 року                                                                                    |
| 2. | Пісенна традиція села Линове                                        | виконавське мистецтво; усні традиції та форми вираження | с. Линове                                                  | |
| 3. | Побутові пісні села Річки                                           | виконавське мистецтво; усні традиції та форми вираження | с. Річки                                                   | |
| 4. | Технологія виготовлення писанок у селі Уланове                      | традиційні ремесла | с. Уланове                                                 | |
| 5. | Побутові пісні селища Степанівка                                    | виконавське мистецтво; усні традиції та форми вираження | селище Степанівка                                          | |
| 6. | Технологія випікання весільного короваю та шишок у селищі Кириківка | традиційні ремесла; звичаї, обряди, святкування; | селище Кириківка                                           | |
| 7  | Боромлянське лозоплетіння                                           | традиційні ремесла | с. Боромля                                                 | |
| 8  | Випікання весільних утят у селі Річки                               | звичаї, обряди, святкування;традиційні ремесла | с. Річки                                                   | у списку НКС України з 2022 року, 054н.к.с.                                                                         |
| 9  | Говірка горюнів села Руднєве                                        | Усні традиції та форми вираження | с. Руднєве                                                 | |
| 10 | Технологія майстрування та спосіб використання «скрипки-сівалки»    | традиційні ремесла; звичаї, обряди, святкування | села Шабалтаєве, Мала Павлівка та Грунь Охтирського району | |
| 11 | Приготування обідніх страв у селі Некрасове                         | традиційні ремесла | с. Некрасове                                               | |
| 12 | Випікання весільних короваїв у селі Полошки                         | традиційні ремесла | с. Полошки                                                 | |
| 13 | Чорноплатівське мотузництво                                         | традиційні ремесла | с. Чорноплатове                                            | |
| 14 | Практика з охорони горюнської культури «Музеєм горюнської культури» | Усні традиції та форми вираження; виконавське мистецтво; звичаї, обряди,святкування; знання та практики, що стосуються природи і Всесвіту; традиційні ремесла; | с. Нова Слобода Конотопського району                       | у списку НКС України з 2023 року, 060н.к.с.                                                                         |
| 15 | Технологія приготування обрядового напою «Варена» в селі Боромля    | звичаї, обряди, святкування; традиційні ремесла | с. Боромля                                                 | у списку НКС України з 2018 року, 077н.к.с.                                                                         |
| 16 | Обряд «Свято зеленої неділі»                                        | традиційні ремесла; звичаї, обряди, святкування; | с. Шаповалівка                                             | |
| 17 | Традиція приготування сушки з фруктів у селах Охтирщини             | знання та практики, що стосуються природи і Всесвіту;традиційні ремесла; традиційна кухня; Народні промисли                                                    | Комишанська, Грунська та Чупахівська територіальні громади | у списку НКС України з 2024 року, 086н.к.с.                                                                         |

## Тернопільська область
Таблиця створена за даними листа Тернопільської обласної військової адміністрації[неавторитетне джерело]
| № | Назва елемента нематеріальної культурної спадщини                                                    | Галузь нематеріальної культурної спадщини          | Ареал сучасного побутування | Дата і номер рішення про включення елемента нематеріальної культурної спадщини до переліку (якщо знайдено документ) |
| - | --- | -------------------------------------------------- | --- | --- |
| 1 | Борщівська народна вишивка                                                                           | традиційні ремесла                                 | Борщівський район: м. Борщів, Кривче, Іване-Пусте, Гермаківка, Стрілківці, смт Мельнице-Подільська, Дністрове, Більче-Золоте, Юр'ямпіль; Теребовлянський район: м. Теребовля, с. Плебанівка; Тернопільський район: смт Велика Березовиця, с. Біла; | у списку НКС України з 2020 року                                                                                    |
| 2 | Обряд «Засівання з конем»                                                                            | виконавське мистецтво; звичаї, обряди, святкування | с. Вістря Монастириського району | у списку НКС України з 2022 року                                                                                    |
| 3 | Традиція і технологія вишивки жіночої сорочки                                                        | традиційні ремесла                                 | м. Тернопіль | у списку НКС України з 2023 року                                                                                    |
| 4 | Традиційні весільні обряди «Вінкоплетини»,"Вбирання молодої","Благословення молодих до шлюбу"        | виконавське мистецтво; звичаї, обряди, святкування | Борщівська територіальна громада: м Борщів, села Стрілківці, Висічка, Королівка, Цигани, Пищатинці, Слобідка-Мушкатівка, Шупарка, Мушкатівка, Кривче, Ланівці, Вовківці                                                                            | Наказ від 05.05.2021 № 41⁄04-12                                                                                     |
| 5 | Традиція приготування та споживання гречаних вареників із сирною начинкою                            | традиційна кухня                                   | села Кременецького району: Підлісці, Жолоби, Стіжок, Антонівці, Велика Іловиця, Мала Іловиця, Рудка, Підгайці, Катеринівка, Білокриниця, Малі Бережці, Великі Бережці,. Іква, Плоске, Підлісне,. Дунаїв, Горинка                                   | Наказ від 19.02.2025 № 33-од/02.1-14                                                                                |
| 6 | Традиції виконання стрілецьких пісень, написаних на Бережанщині                                      | виконавське мистецтво                              | Бережанська, Саранчуківська, Нараївська, Зборівська територіальні громади | Наказ від 19.02.2025 № 33-од/02.1-14                                                                                |
| 7 | Традиція приготування та споживання киселиці в лемківській спільноті                                 | традиційна кухня                                   | місця компактного проживання лемківської спільноти в області | Наказ від 19.02.2025 № 33-од/02.1-14                                                                                |
| 8 | «Кривулька — лемківська жіноча нагрудна прикраса: орнаментальні традиції та технологія виготовлення» | традиційні ремесла                                 | місця компактного проживання лемківської спільноти в області | Наказ від 01.04.2025 № 55-од/02.1-14                                                                                |

## Харківська область
Перелік елементів нематеріальної культурної спадщини Харківської області прийнято рішенням Обласної комісії зі збору, обробки та складання орієнтовного переліку елементів нематеріальної культурної спадщини Харківської області
| №  | Назва елемента нематеріальної культурної спадщини                     | Галузь нематеріальної культурної спадщини                                                                                       | Ареал сучасного побутування                         | Дата і номер рішення про включення елемента нематеріальної культурної спадщини до переліку (якщо знайдено документ) |
| -- | --------------------------------------------------------------------- | --- | --------------------------------------------------- | --- |
| 1  | Ремесло в'язання віників                                              | традиційні ремесла | с. Лиман Чугуївського району                        | Протокол № 1 від 18.08.2016 року                                                                                    |
| 2  | Традиції приготування та споживання сала                              | звичаї, обряди,святкування; традиційна кухня                                                                                    | с. Вільшани Харківського району Харківської області | Протокол № 1 від 18.08.2016 року                                                                                    |
| 3  | Традиції різдвяних святок                                             | звичаї, обряди,святкування | с. Киселі Лозівського району Харківської області    | Протокол № 1 від 18.08.2016 року                                                                                    |
| 4  | Ремесло лозоплетіння                                                  | традиційні ремесла | м. Лозова                                           | Протокол № 1 від 18.08.2016 року                                                                                    |
| 5  | Традиція виготовлення ляльки-мотанки                                  | традиційні ремесла | смт Малинівка Чугуївського району                   | Протокол № 1 від 18.08.2016 року                                                                                    |
| 6  | Гончарство                                                            | традиційні ремесла | Валки                                               | Протокол № 1 від 18.08.2016 року                                                                                    |
| 7  | Традиційна страва «Юшка у три риби»                                   | Традиції, пов'язані із культурою харчування                                                                                     | Балаклійщина                                        | Протокол № 1 від 18.08.2016 року                                                                                    |
| 8  | Традиційна народна медицина                                           | знання та практики, що стосуються природи і Всесвіту;                                                                           | Ізюмщина                                            | Протокол № 1 від 18.08.2016 року                                                                                    |
| 9  | Сахновщинський коровай                                                | знання та практики, що стосуються природи і Всесвіту; традиційні ремесла                                                        | Сахновщина                                          | Протокол № 2 від 13.11.2017 року                                                                                    |
| 10 | Традиційне Харківське коцарство                                       | традиційні ремесла | Харків                                              | Протокол № 3 від 18.10. 2018 року                                                                                   |
| 11 | Мистецтво виготовлення звукової глиняної забавки «Валківський свищик» | традиційні ремесла | Валки                                               | Протокол № 4 від 23.06 2020 року                                                                                    |
| 12 | Весняний обряд водіння козла                                          | знання та практики, що стосуються природи і Всесвіту                                                                            | Харківська область                                  | Протокол № 1 від 29.04.2021 року                                                                                    |
| 13 | Збір та застосування в побуті цілющих рослин                          | знання та практики, що стосуються природи і Всесвіту;                                                                           | села Добролюбівка і Токарівка Куп'янського району   | Протокол № 1 від 29.04.2021 року                                                                                    |
| 14 | Виготовлення весільних різок                                          | знання та практики, що стосуються природи і Всесвіту;                                                                           | с. Піски-Радьківські Ізюмського району              | Протокол № 1 від 29.04.2021 року                                                                                    |
| 15 | Харківська кобзарська традиція                                        | виконавське мистецтво; знання та практики, що стосуються природи та Всесвіту; звичаї, обряди та святкування; традиційні ремесла | Харківська область                                  | від 18.12.2024 |

## Херсонська область
Таблиця створена за даними листа Херсонської обласної військової адміністрації[неавторитетне джерело]
| № | Назва елемента нематеріальної культурної спадщини                                                     | Галузь нематеріальної культурної спадщини | Ареал сучасного побутування                                                   | Дата і номер рішення про включення елемента нематеріальної культурної спадщини до переліку (якщо знайдено документ)   |
| - | --- | --- | ----------------------------------------------------------------------------- | --- |
| 1 | Кобзарство                                                                                            | Усні традиції та форми вираження; звичаї, обряди,святкування; традиційні ремесла; виконавське мистецтво; знання та практики, що стосуються природи і Всесвіту | Херсонська область                                                            | у списку НКС України 2022 року, 057.н.к.с                                                                             |
| 2 | Культура приготування українського борщу:                                                             | звичаї, обряди, святкування; знання та практики,що стосуються природи та всесвіту; традиційні ремесла                                                         | Херсонська область                                                            | 022 н.к.с, Наказ від 13.10.2020 № 2182                                                                                |
| 3 | Практика та культурний контекст приготування «чіберек» та «янтик» — традиційних страв кримських татар | звичаї, обряди, святкування; традиційні ремесла | Херсонська область                                                            | у списку НКС України 2022 року, 049.н.к.с                                                                             |
| 4 | Кавова традиція кримських татар                                                                       | звичаї, обряди, святкування; традиційні ремесла; традиційна кухня; культурні простори                                                                         | Херсонська область                                                            | у списку НКС України 2024 року, 091.н.к.с                                                                             |
| 5 | Агир ава ве Кайтарма — традиційний танець кримськихтатар                                              | виконавське мистецтво; традиційні ремесла; традиційна кухня; культурні простори                                                                               | Херсонська область                                                            | у списку НКС України 2024 року, 092.н.к.с                                                                             |
| 6 | «Традиція плетіння з нечищеної, неколеної лози на Великоолександрівщині»                              | традиційні ремесла | Великоолександрівська територіальна громада Бериславського району             | Наказ Департаменту реалізації гуманітарної політики Херсонської обласної державної адміністрації від 18.10.2021 № 225 |
| 7 | Говірка села Старосілля                                                                               | усні традиції та форми вираження | Великоолександрівська територіальна громада Бериславського району             | Наказ Департаменту реалізації гуманітарної політики Херсонської обласної державної адміністрації від 18.10.2021 № 225 |
| 8 | «Традиція вишивки розтинанкою в сім'ї Куземських»                                                     | традиційні ремесла | с. Миролюбівка Нововоронцовська територіальна громада Бериславського району   | Наказ Департаменту реалізації гуманітарної політики Херсонської обласної державної адміністрації від 18.10.2021 № 225 |
| 9 | Традиції випікання весільних шишок та дивишника                                                       | обрядова кулінарія | с. Козацька Слобода Великолепетиська територіальна громада Каховського району | Наказ Департаменту реалізації гуманітарної політики Херсонської обласної державної адміністрації від 18.10.2021 № 225 |

## Хмельницька область
Список елементів нематеріальної культурної спадщини Хмельницької області створено за даними сайту «Хмельницький обласний науково-методичний центр культури і мистецтва»
| №  | Назва елемента нематеріальної культурної спадщини                                          | Галузь нематеріальної культурної спадщини                                          | Ареал сучасного побутування                                                         | Дата і номер рішення про включення елемента нематеріальної культурної спадщини до переліку (якщо знайдено документ)                                            |
| -- | ------------------------------------------------------------------------------------------ | ---------------------------------------------------------------------------------- | ----------------------------------------------------------------------------------- | --- |
| 1  | Традиції декоративного розпису села Самчики                                                | традиційні ремесла;                                                                | с.Самчики, Сахнівці Старокостянтинівської територіальної громади Хмельницького р-ну | Наказ управління культури, національностей, релігій та туризму № 38н від 03.04.2019 року                                                                       |
| 2  | Технологія виготовлення ковбаси зіньківської (чорної)                                      | традиційні ремесла; звичаї, обряди, святкування                                    | с. Зіньків, с. Станіславівка Хмельницького р-ну                                     | Наказ управління культури, національностей, релігій та туризму № 38н від 03.04.2019 року                                                                       |
| 3  | Технологія виготовлення зіньківського хліба                                                | традиційні ремесла; звичаї, обряди, святкування                                    | с. Зіньків Хмельницького р-ну                                                       | Наказ управління культури, національностей, релігій та туризму № 38н від 03.04.2019 року                                                                       |
| 4  | Балади Шепетівщини                                                                         | виконавське мистецтво                                                              | с. Михайлючка, с. Поляни, с. Майдан-Лабунь Шепетівського р-ну                       | Наказ управління інформаційної діяльності, культури, національностей та релігій № 12 н від 10.02.2020 року                                                     |
| 5  | Технологія сушіння слив південного сходу Хмельницької області                              | традиційні ремесла;                                                                | села Кам'янець-Подільського району                                                  | Наказ управління інформаційної діяльності, культури, національностей та релігій № 12 н від 10.02.2020 року                                                     |
| 6  | Пісенна традиція села Щурівчики Ізяславської територіальної громади Шепетівського району   | виконавське мистецтво; звичаї, обряди, святкування                                 | с. Щурівчики Ізяславської територіальної громади                                    | Наказ управління інформаційної діяльності, культури, національностей та релігій № 12 н від 10.02.2020 року                                                     |
| 7  | Традиції крою та оздоблення сорочок з маніжкою в Ізяславській громаді Шепетівського району | традиційні ремесла;                                                                | села М'якоти, Щурівці, Ліщани Ізяславській територіальної громади                   | Наказ управління інформаційної діяльності, культури, національностей та релігій № 34 н від 12.05.2020 року                                                     |
| 8  | Традиції квашення яблук села Лисець Дунаєвецької територіальної громади                    | традиційні ремесла;                                                                | с. Лисець Дунаєвецької територіальної громади Кам'янець-Подільського району         | Наказ управління інформаційної діяльності, культури, національностей та релігій № 34 н від 12.05.2020 року                                                     |
| 9  | Традиція приготування «Маначинських лежнів»                                                | традиційні ремесла; звичаї, обряди, святкування                                    | с. Маначин Волочиської територіальної громади Хмельницького району                  | Наказ Департаменту інформаційної діяльності, культури, національностей та релігій № 61н від 14.08.2020 року                                                    |
| 10 | Обряд спалення дідуха у південно-західному регіоні Хмельниччини                            | звичаї, обряди, святкування                                                        | Південно-західна частина Хмельниччини при кордоні з Тернопільщиною                  | Наказ департаменту інформаційної діяльності, культури, національностей та релігій Хмельницької обласної державної адміністрації від 10 квітня 2024 року № 35 н |
| 11 | Традиції толоки як звичай колективної взаємодопомоги на Хмельниччині                       | звичаї, обряди, святкування; знання та практики, що стосуються природи та всесвіту | Хмельницька область                                                                 | Наказ департаменту інформаційної діяльності, культури, національностей та релігій Хмельницької обласної державної адміністрації від 10 квітня 2024 року № 35 н |
| 12 | Вареники «з піском» — складова традицій гостинності Антонінської громади                   | традиційна кухня                                                                   | села Антонінської територіальної громади, Хмельницький район                        | Наказ департаменту інформаційної діяльності, культури, національностей та релігій Хмельницької обласної державної адміністрації від 10 квітня 2024 року № 35 н |

## Черкаська область
Таблиця створена за даними листа Черкаської обласної військової адміністрації[неавторитетне джерело]
| № | Назва елемента нематеріальної культурної спадщини                        | Галузь нематеріальної культурної спадщини | Ареал сучасного побутування                                           | Дата і номер рішення про включення елемента нематеріальної культурної спадщини до переліку (якщо знайдено документ) |
| - | ------------------------------------------------------------------------ | --- | --------------------------------------------------------------------- | --- |
| 1 | Кобзарство                                                               | Усні традиції та форми вираження; звичаї, обряди,святкування; традиційні ремесла; виконавське мистецтво; знання та практики, що стосуються природи і Всесвіту | Черкаська область                                                     | у списку НКС України 2022 року, 057.н.к.с                                                                           |
| 2 | Культура приготування українського борщу:                                | звичаї, обряди, святкування; знання та практики,що стосуються природи та всесвіту; традиційні ремесла                                                         | Черкаська область                                                     | 022 н.к.с, Наказ від 13.10.2020 № 2182                                                                              |
| 3 | Бузинник — десертна страва з бузини, традиції приготування та споживання | Усні традиції та форми вираження; Знання та практики, що стосуються природи і Всесвіту; Традиційні ремесла; Інше — традиція харчування                        | Села Плешкані, Коврай, Коврай Другий, Гельмязів Золотоніського району | у списку НКС України 2022 року, 038.н.к.с                                                                           |
| 4 | Протяжний спів                                                           | Виконавські мистецтва | с. Кантакузівка Шрамківської громади, Золотоніського району           | Протоколом № 1 засідання обласної комісії з відбору елементів НКС Черкаської області від 04 листопада 2020 року     |
| 5 | Фрагмент весільного обряду «Вирядження молодого»                         | Обряди, традиції святкування, виконавські мистецтва | с. Кантакузівка Шрамківської громади, Золотоніського району           | Протоколом № 1 засідання обласної комісії з відбору елементів НКС Черкаської області від 04 листопада 2020 року     |
| 6 | «Весільний обряд по-старосільськи»                                       | Обряди, традиції святкування, виконавські мистецтва | с. Старосілля Мліївська територіальна громада                         | Протоколом № 1 засідання обласної комісії з відбору елементів НКС Черкаської області від 04 листопада 2020 року     |
| 7 | "Технологія виготовлення обрядової страви «шпачки»                       | Обряди, традиції святкування, традиції харчування, традиційні ремесла                                                                                         | села Городищенської територіальної громади                            | Протоколом № 1 засідання обласної комісії з відбору елементів НКС Черкаської області від 04 листопада 2020 року     |
| 8 | Традиція обряду «Розплітання коси» в с. Осітна                           | Обряди, традиції святкування, виконавські мистецтва | с. Осітна Христинівської територіальної громади Уманського району     | Протоколом № 1 засідання обласної комісії з відбору елементів НКС Черкаської області від 04 листопада 2020 року     |
| 9 | Технологія випікання короваїв                                            | Обряди, традиції святкування, традиції харчування, традиційні ремесла                                                                                         | с. Осітна Христинівської територіальної громади Уманського району     | Протоколом № 1 засідання обласної комісії з відбору елементів НКС Черкаської області від 04 листопада 2020 року     |

## Чернівецька область
Таблиця створена за даними листа Чернівецької обласної військової адміністрації[неавторитетне джерело]
| №  | Назва елемента нематеріальної культурної спадщини                        | Галузь нематеріальної культурної спадщини                                | Ареал сучасного побутування | Дата і номер рішення про включення елемента нематеріальної культурної спадщини до переліку (якщо знайдено документ) |
| -- | ------------------------------------------------------------------------ | ------------------------------------------------------------------------ | --- | --- |
| 1  | Гуцульська боднарка                                                      | традиційні ремесла                                                       | місто Вижниця, селище Путила, села Дихтинець, Виженка, Чорногузи Вижницького району | у списку НКС України з 2023 року                                                                                    |
| 2  | Традиція віншування чоловіків-іменинників чугою                          | обряди, традиції святкування                                             | Вижницький та Чернівецький райони | у списку НКС України з 2023 року                                                                                    |
| 3  | Буковинські поминальні деревця з дарами                                  | обряди, традиції святкування                                             | села Драчинці, Глиниця, Шипинці, Мамаївці, Просіка, Байраки, Буківка, Велика Буда, Великосілля, місто Герца, Годинівка, Горбова, Бояни, Дяківці, Круп'янське, Куликівка, Лунка, Мала Буда, Маморниця, Маморниця Вама, Луковиця, Могилівка, Молниця, Остриця, Банчени, Петрашівка, Підвальне, Тернавка, Хряцька, Цурень, Йорданешти, Купка, Корчинці, Сучевени, Димка, Опришени, Тереблече, Карапчів, Волока, Валя Кузьмин, Грушівка, Молодія, Чагороку, Червона Діброва, Ленківці, Рідківці, Маршинці, Магала Чернівецького району; Керстенці, Грозинці, Подвірне, Мамалига Дністровського району; міста Вижниця, Вашківці, Бережниця Вижницького району у списку НКС України з 2023 року | у списку НКС України з 2023 року                                                                                    |
| 4  | Обряд на викликання дощу «ховання ляльки»                                | обряди, традиції святкування                                             | села Шебутинці, Керстенці, Рукшин, Недобоївці Дністровського району | у списку НКС України з 2023 року                                                                                    |
| 5  | Новорічна традиція буковинського маланкування                            | обряди, традиції святкування                                             | селище Красноїльськ, села Великий Кучурів, Динівці, Горбова, Костичани, Тарашани, Суховерхів, Мамаївці, Бояни, Магала, Шубранець, Горішні Шерівці, Костичани Чернівецького району; села Подвірне, Бабино, Шебутинці, Бурдюг, Ширівці, Бузовиця Дністровського району місто Вашківці Вижницького району | у списку НКС України з 2023 року                                                                                    |
| 6  | Буковинський урочистий вінок з ковилою                                   | традиційні ремесла, обряди, традиції святкування                         | села Рідківці та Магала Магальської сільської громади Чернівецького району; с. Топорівці Топорівської громади Чернівецького району; с. Чорнівка Чернівецької міської громади; місто Кіцмань Чернівецького району; с. Мамаївці Мамаївської сільської територіальної громади Чернівецького району; села Остриця та Цурень Острицької сільської громади | у списку НКС України з 2023 року                                                                                    |
| 7  | Буковинська та бессарабська тайстра: традиції виготовлення і побутування | традиційні ремесла                                                       | місто Вижниця, села Мілієве, Брусниця, Чортория Вижницького району; місто Чернівці; села Великий Кучурів, Шипинці, П'ядиківці Чернівецького району; с. Нагоряни Дністровського району | Протокол № 2 від 30.10.2020                                                                                         |
| 8  | Буковинський тканий рушник                                               | традиційні ремесла                                                       | села Кам'янка, Буківка | Протокол № 2 від 30.10.2020                                                                                         |
| 9  | Коболчинська кераміка                                                    | традиційні ремесла                                                       | села Коболчин Дністровського району | у списку НКС України з 2024 року                                                                                    |
| 10 | Традиції випікання великоднього обрядового хліба на Буковині             | обряди, традиції святкування, традиції харчування, традиційні ремесла    | Буковина | Протокол № 3 від 10.09.2024                                                                                         |
| 11 | Буковинський ґердан                                                      | традиційні ремесла                                                       | Буковина | Протокол № 3 від 10.09.2024                                                                                         |
| 12 | Будівельна традиція «суха кладка» в Чернівецькій області                 | традиційні ремесла                                                       | Дністровський район | Протокол № 3 від 10.09.2024                                                                                         |
| 13 | Культура приготування і споживання голубців на Буковині                  | обряди, традиції святкування, традиції харчування, традиційні ремесла    | Чернівецька область (поширено серед українців та серед національних спільнот краю (євреї, румуни, молдовани, німці)). | Протокол № 3 від 10.09.2024                                                                                         |
| 14 | Гуцульська бриндзя                                                       | знання та практики, що стосуються природи і Всесвіту; традиційні ремесла | Чернівецька область | у списку НКС України з 2022 року                                                                                    |
| 15 | Традиція гуцульської писанки                                             | звичаї, обряди, святкування;традиційні ремесла                           | с. Підзахаричі Путильського району, смт. Берегомет Вижницького району | у списку НКС України з 2022 року                                                                                    |
| 16 | Традиційне свято «Міра» (Ясінянська міра)                                | звичаї, обряди, святкування                                              | Чернівецька область | у списку НКС України з 2023 року                                                                                    |
| 17 | Карпатське ліжникарство                                                  | традиційні ремесла                                                       | села Тораки, Сергії, Дихтинець Путильського району | у списку НКС України з 2020 року                                                                                    |

## Чернігівська область
Список складено за даними сайту «Чернігівський Обласний Центр Народної творчості»
| №  | Назва елемента нематеріальної культурної спадщини                                 | Галузь нематеріальної культурної спадщини                       | Ареал сучасного побутування                   | Дата і номер рішення про включення елемента нематеріальної культурної спадщини до переліку (якщо знайдено документ) |
| -- | --------------------------------------------------------------------------------- | --------------------------------------------------------------- | --------------------------------------------- | --- |
| 1  | «Художнє дереворізьблення Чернігівщини»                                           | традиційні ремесла                                              | Чернігівська область                          | 09.10.2018 |
| 2  | «Олешнянське гончарство Чернігівщини»                                             | традиційні ремесла                                              | с. Олешня Ріпкинський район                   | 09.10.2018 |
| 3  | «Гартаначка — страва з картоплі Носівщини»                                        | традиційні ремесла;традиції, пов'язані із культурою харчування  | Носівська громада                             | 09.10.2018 |
| 4  | «Гончарство на Семенівщині»                                                       | традиційні ремесла                                              | місто Семенівка                               | 09.10.2018 |
| 5  | «Рогозоплетіння в Батурині»                                                       | традиційні ремесла                                              | Батуринська громада                           | 03.04.2019 |
| 6  | «Кисейне шиття Новгород-Сіверщини»                                                | традиційні ремесла                                              | Новгород-Сіверський район                     | 03.04.2019 |
| 7  | «Дігтярівське ткацтво»                                                            | традиційні ремесла                                              | Срібнянщина                                   | 03.04.2019 |
| 8  | «Весільний обряд — на калачі»                                                     | звичаї, обряди, святкування                                     | Бахмаччина                                    | 07.10.2019 |
| 9  | «Обряд випікання весільного короваю в селищі Олишівка»                            | звичаї, обряди, святкування                                     | Олишівська громада                            | 07.10.2019 |
| 10 | «Кудлаївська писанка»                                                             | традиційні ремесла                                              | Новгород-Сіверський район                     | 07.10.2019 |
| 11 | «Холминська страва з картоплі — деруха»                                           | традиційні ремесла; традиції, пов'язані із культурою харчування | Холминська громада                            | 07.10.2019 |
| 12 | «Мозаїка соломою, мозаїчний набір соломою»                                        | традиційні ремесла                                              | Ніжинський район                              | 27.10.2020 |
| 13 | «Традиція катання на рєлях на Петра і Павла в селі Грем'яч на Новгород-Сіверщині» | звичаї, обряди, святкування                                     | Новгород-Сіверський район                     | 27.10.2020 |
| 14 | «Традиція проведення обряду Клечаної неділі в селі Бахмачі»                       | звичаї, обряди, святкування                                     | Ніжинський район                              | 27.10.2020 |
| 15 | "Березинські пряники «Кавалер»,"Баришня","З кмином"                               | традиційні ремесла                                              | Чернігівський район                           | 16.11.2023 |
| 16 | «Каша „Бабка“ від Плисківської громади»                                           | традиційні ремесла; традиції, пов'язані із культурою харчування | Ніжинський район                              | 16.11.2023 |
| 17 | Український борщ (тутешній)                                                       | традиційні ремесла                                              | Малодівицька громада                          | 04.07.2024 |
| 18 | «Кишка пшоняна»                                                                   | традиційні ремесла                                              | Комарівська громада                           | 04.07.2024 |
| 19 | «Кваша»                                                                           | традиційні ремесла                                              | Сухополов'янська громада                      | 04.07.2024 |
| 20 | Карильський святковий борщ «Квасок»                                               | традиційні ремесла                                              | Коропська громада Новгород-Сіверського району | 24.04.2024 |
| 21 | Українська страва «Пшінька»                                                       | традиційні ремесла                                              | Срібнянська громада                           | 24.04.2024 |
| 22 | «Сировадна»                                                                       | традиційні ремесла; традиції, пов'язані із культурою харчування | Корюківський край                             | 24.04.2024 |

## Свято нематеріальної культурної спадщини
17-го жовтня 2024 року уперше відзначався Міжнародний день нематеріальної культурної спадщини, який був ініційований ЮНЕСКО, з метою привернення уваги до питань захисту та охорони елементів нематеріальної культурної спадщини різного рівня.